# Soportal
Un soportal es el espacio arquitectónico cubierto que, en algunos edificios o manzanas de casas, se dispone ante las entradas para protegerse de la lluvia y el frío, permitiendo el tránsito de peatones. 
Su forma es la de un porche, galería o pórtico alargado; aunque no se limita a la entrada principal (como sucede en pórticos y atrios). Los soportales recorren toda la fachada de uno o varios edificios; y en el caso de las calles asoportaladas o porticadas continúan en toda la longitud de la calle, muchas veces a ambos lados.

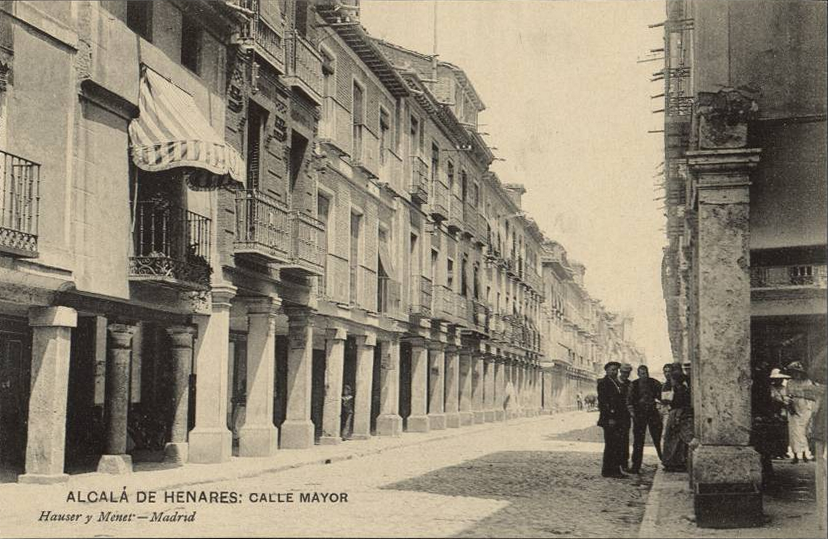
Calle Mayor de Alcalá de Henares.
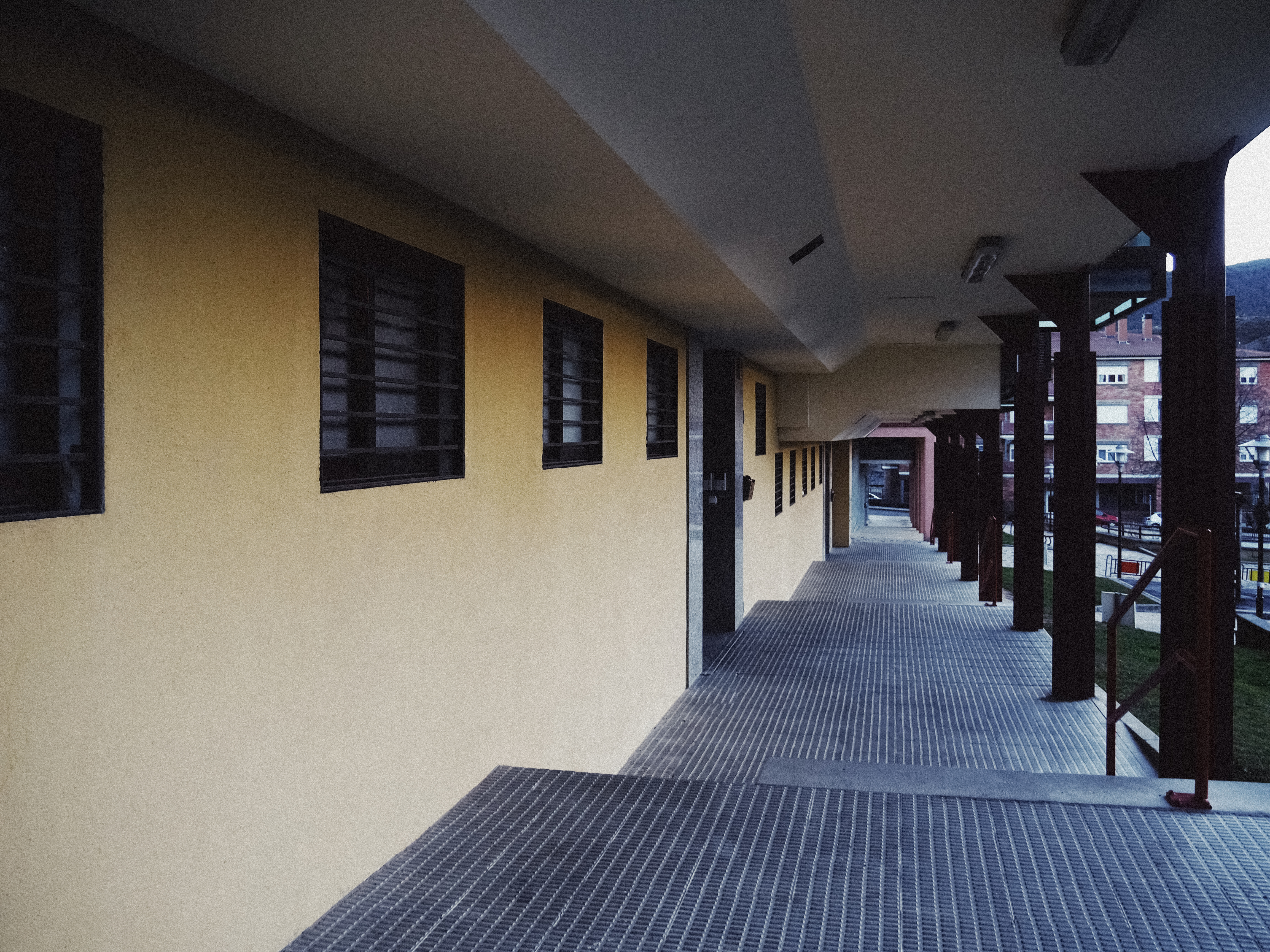
Soportales modernos en la Plaza San Francisco Javier de Sabiñánigo
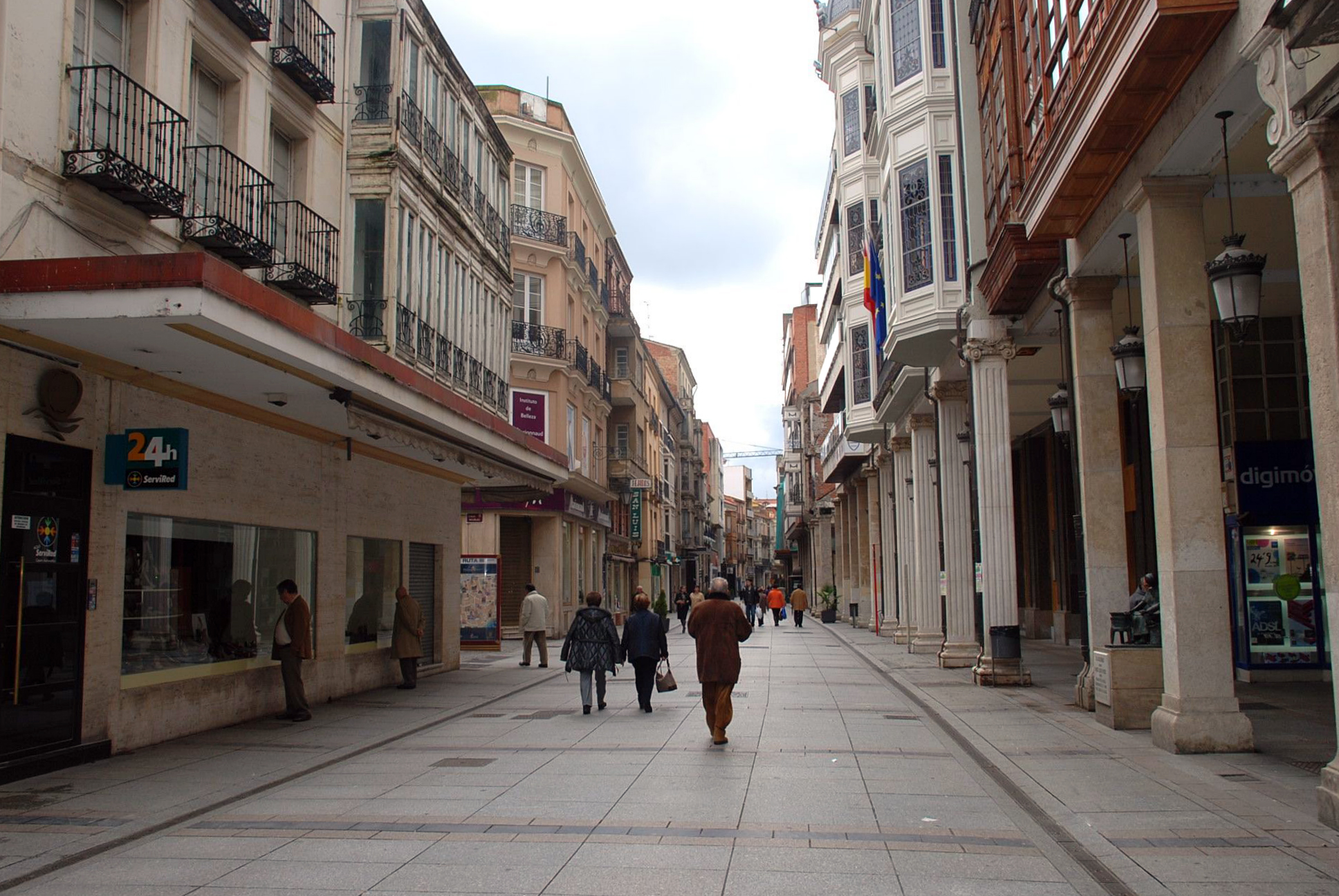
Calle Mayor de Palencia.
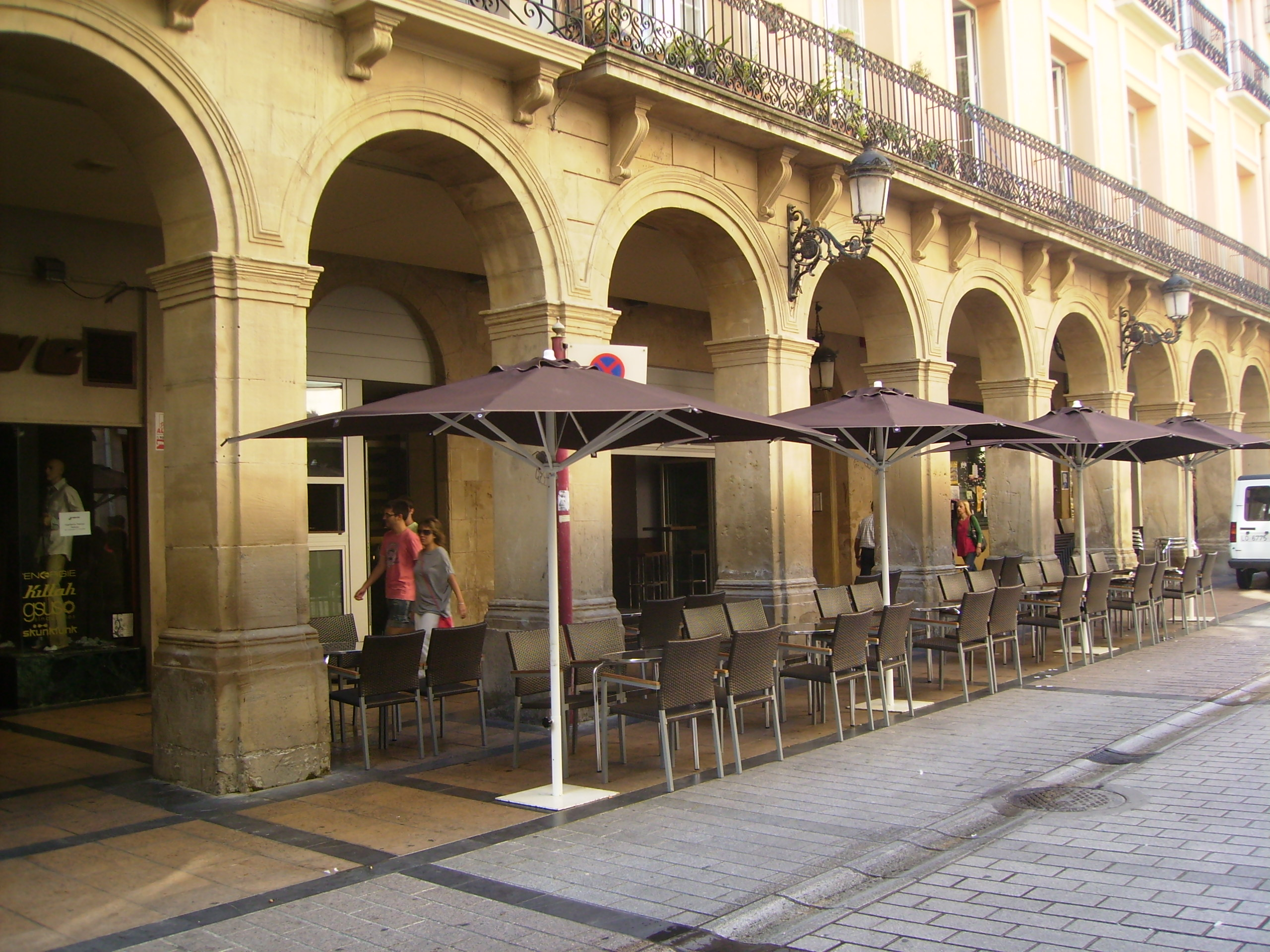
Calle Portales (Logroño).
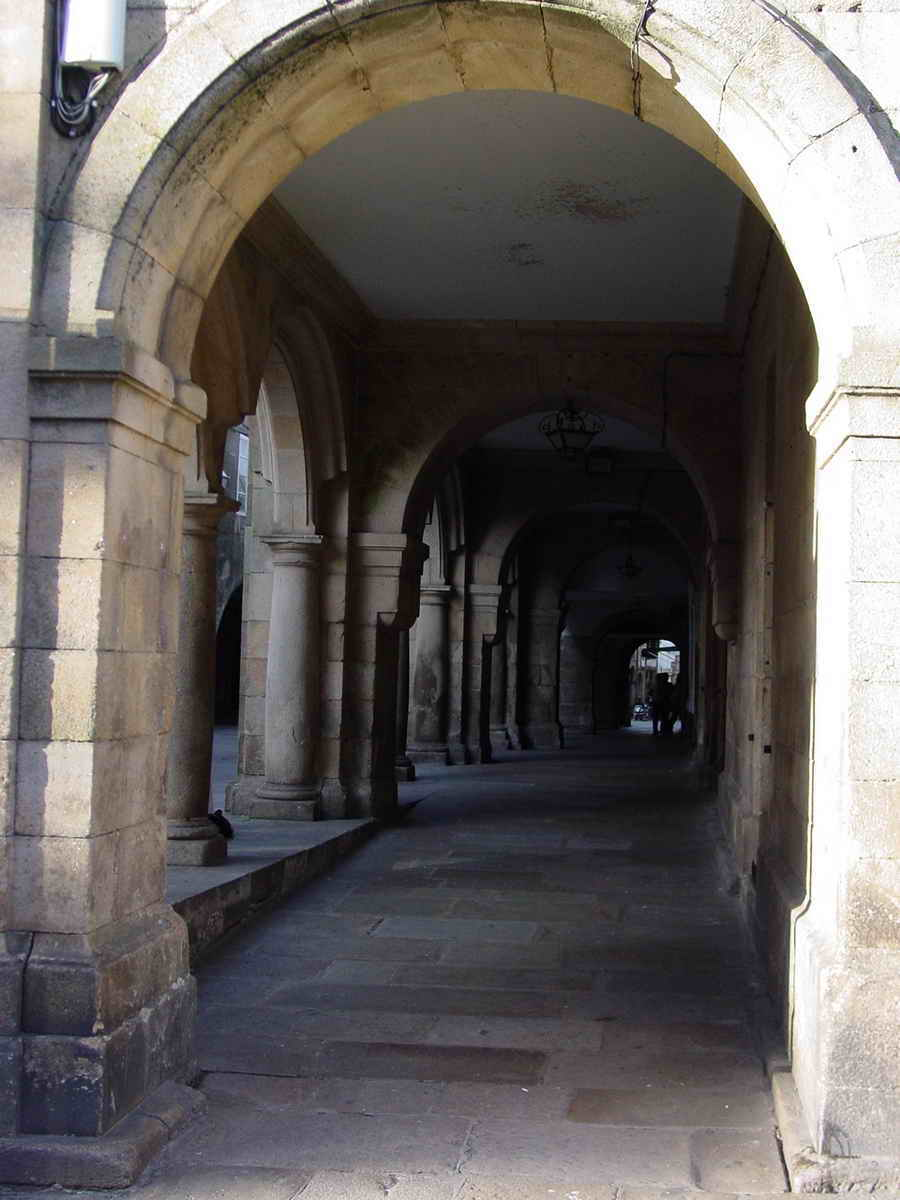
Rúa do Villar (Santiago de Compostela).
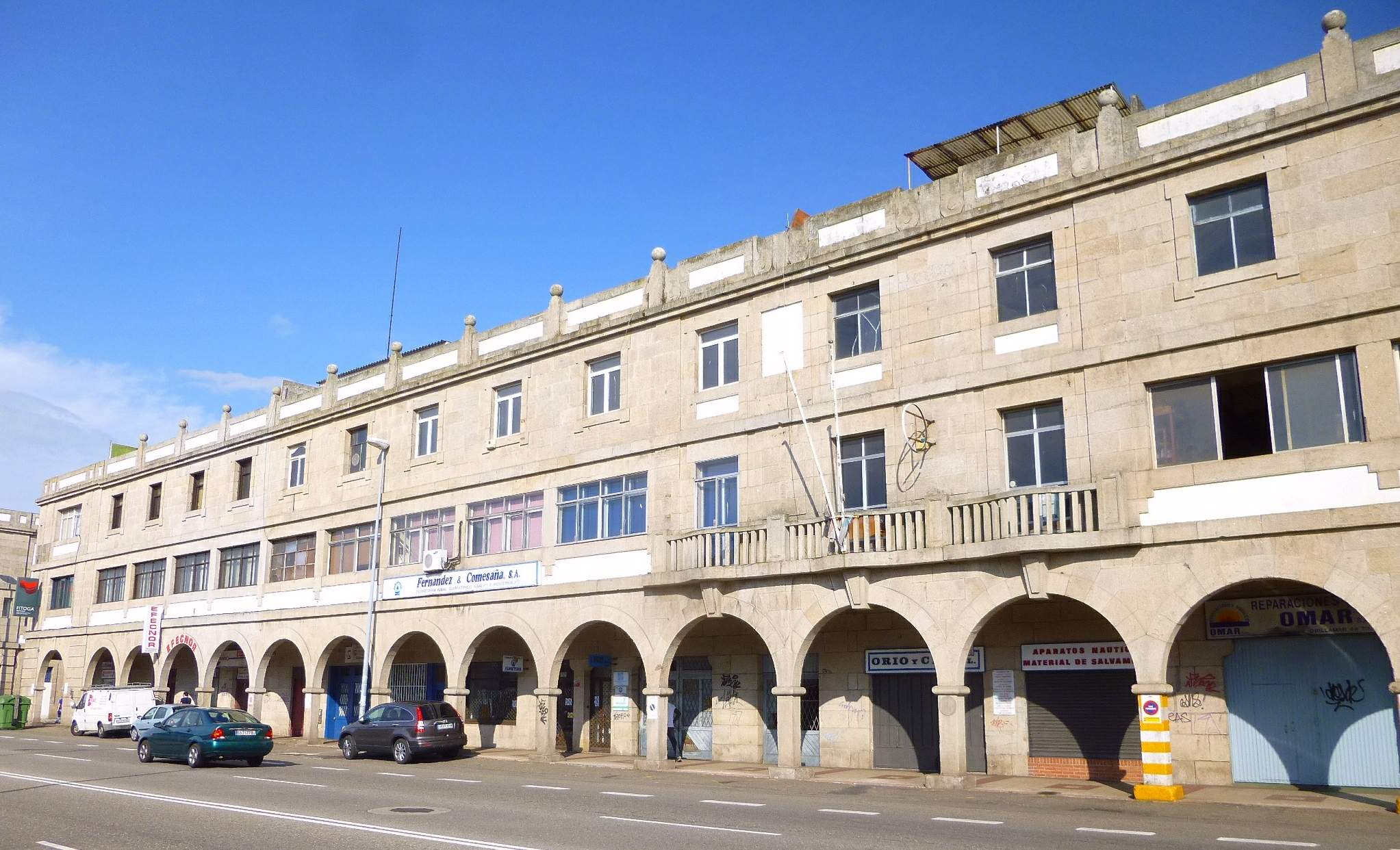
Avenida de Beiramar (Vigo).
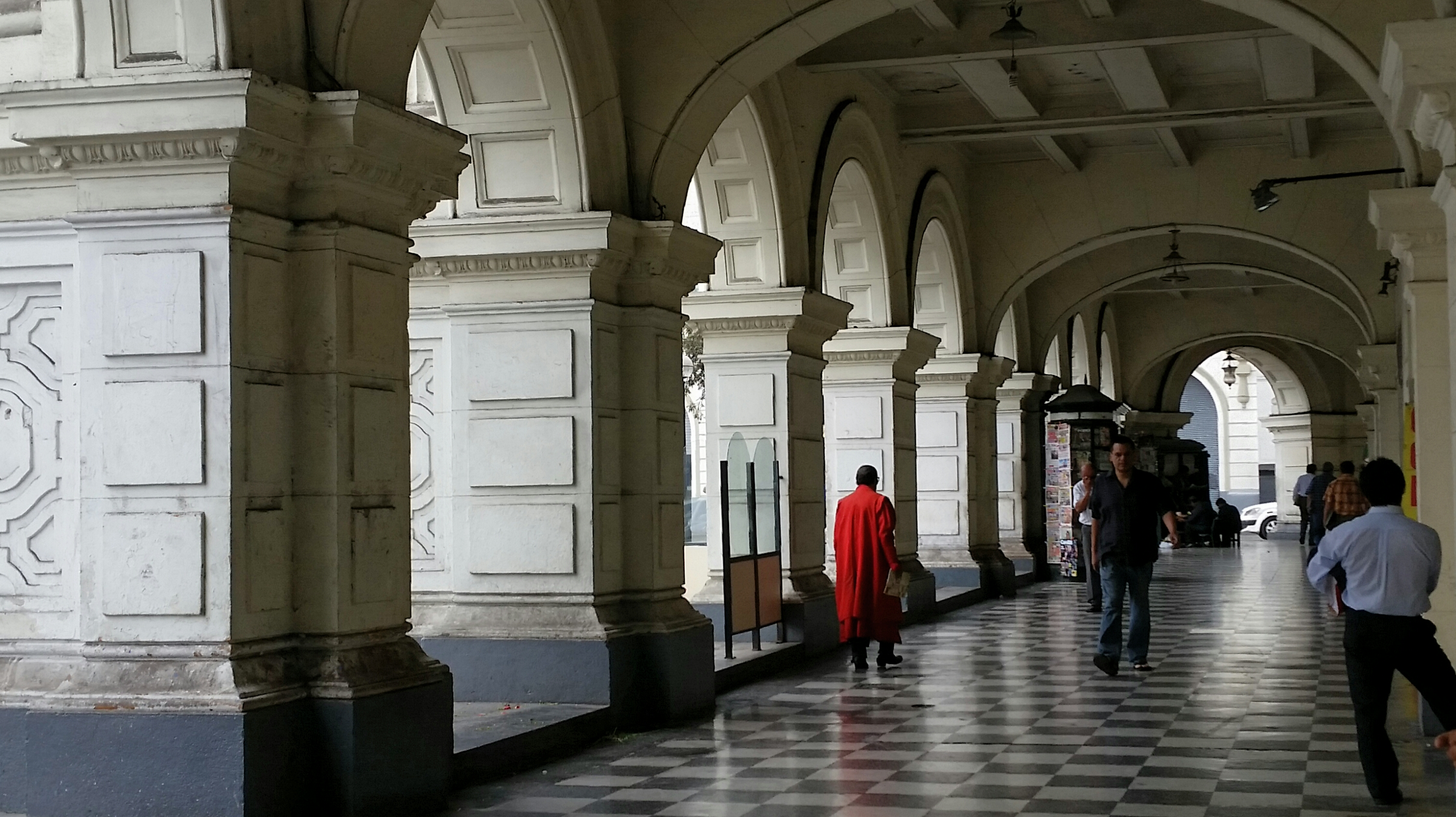
Portales de la Plaza San Martín (Lima, Perú)

## Soportales, calles y plazas porticadas en España
Son muy frecuentes en la arquitectura rural española y caracterizan desde la Edad Media las calles comerciales (Calle Mayor) del casco histórico de algunas ciudades (Alcalá de Henares, Palencia). Cuando no responden a un diseño planificado (muchas de ellas son incluso resultado de la autoconstrucción espontánea, que hace crecer orgánicamente las casas a lo largo de generaciones), no hay unidad en sus dimensiones y aspecto (por ejemplo, en la multiplicidad de elementos sustentantes -columnas, pilares o pies derechos-). Unas son adinteladas y otras abovedadas, o sustentadas en galerías de arcos (arquerías o arcadas).

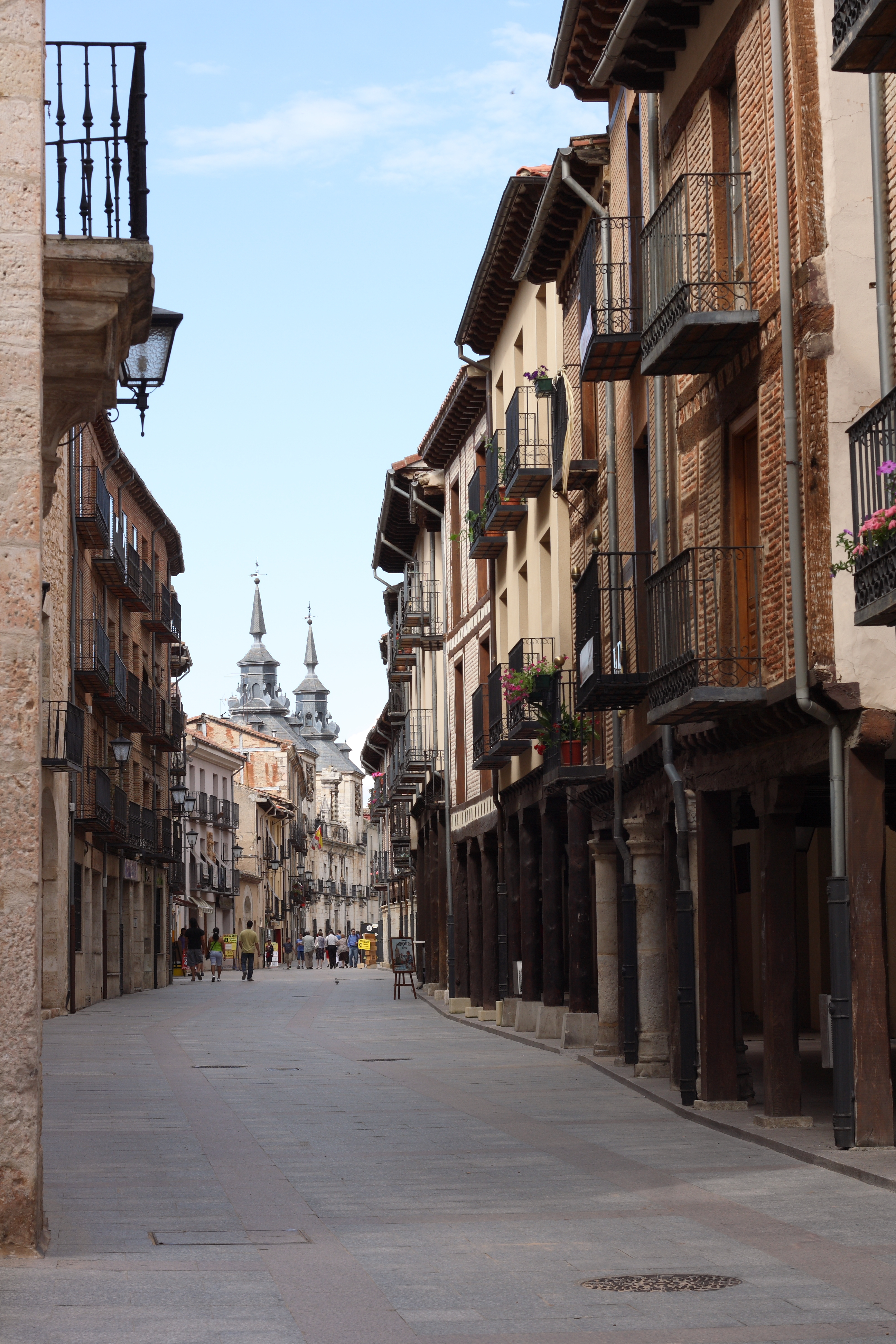
Calle Mayor del Burgo de Osma.
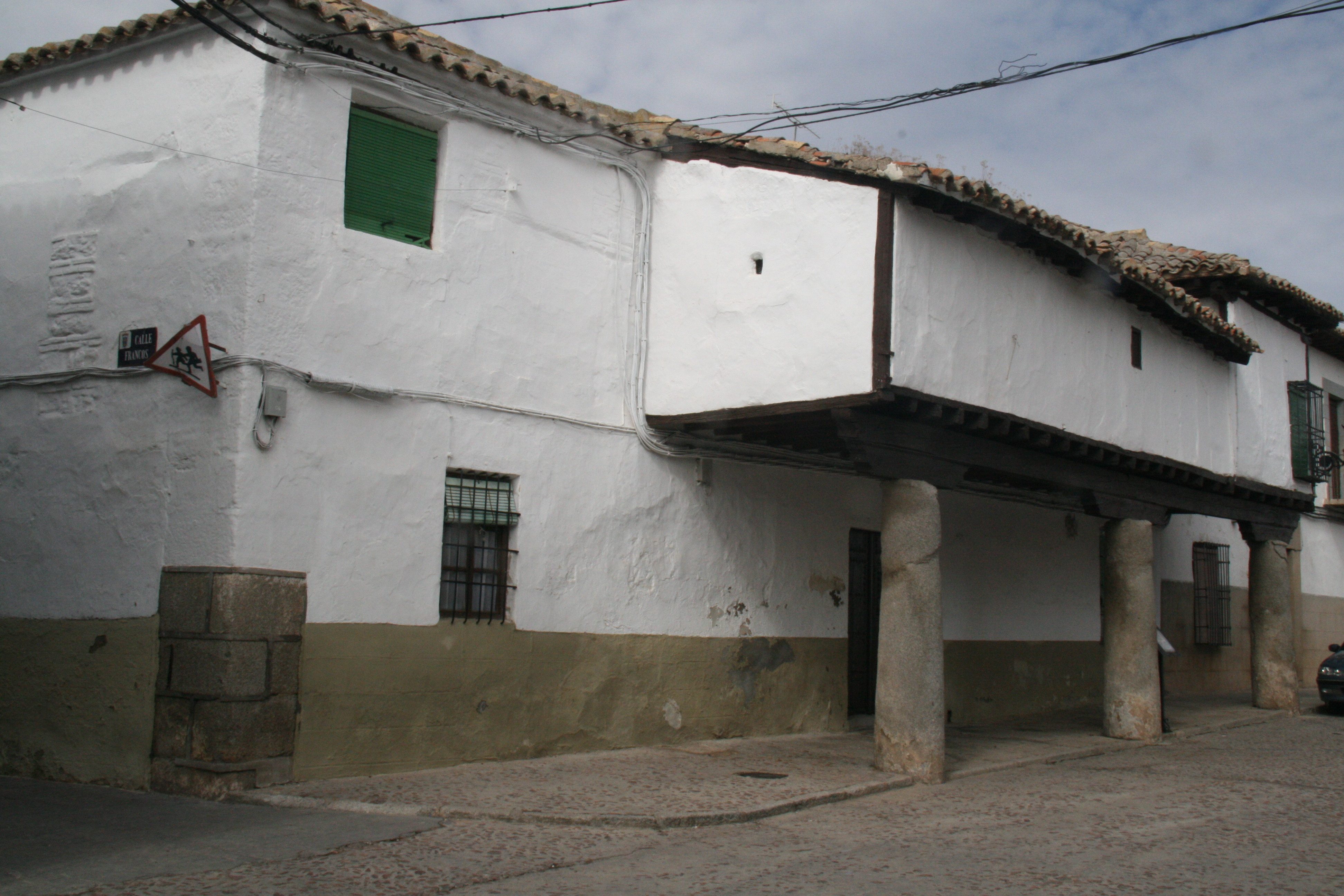
Hospital de San Lázaro (Orgaz).
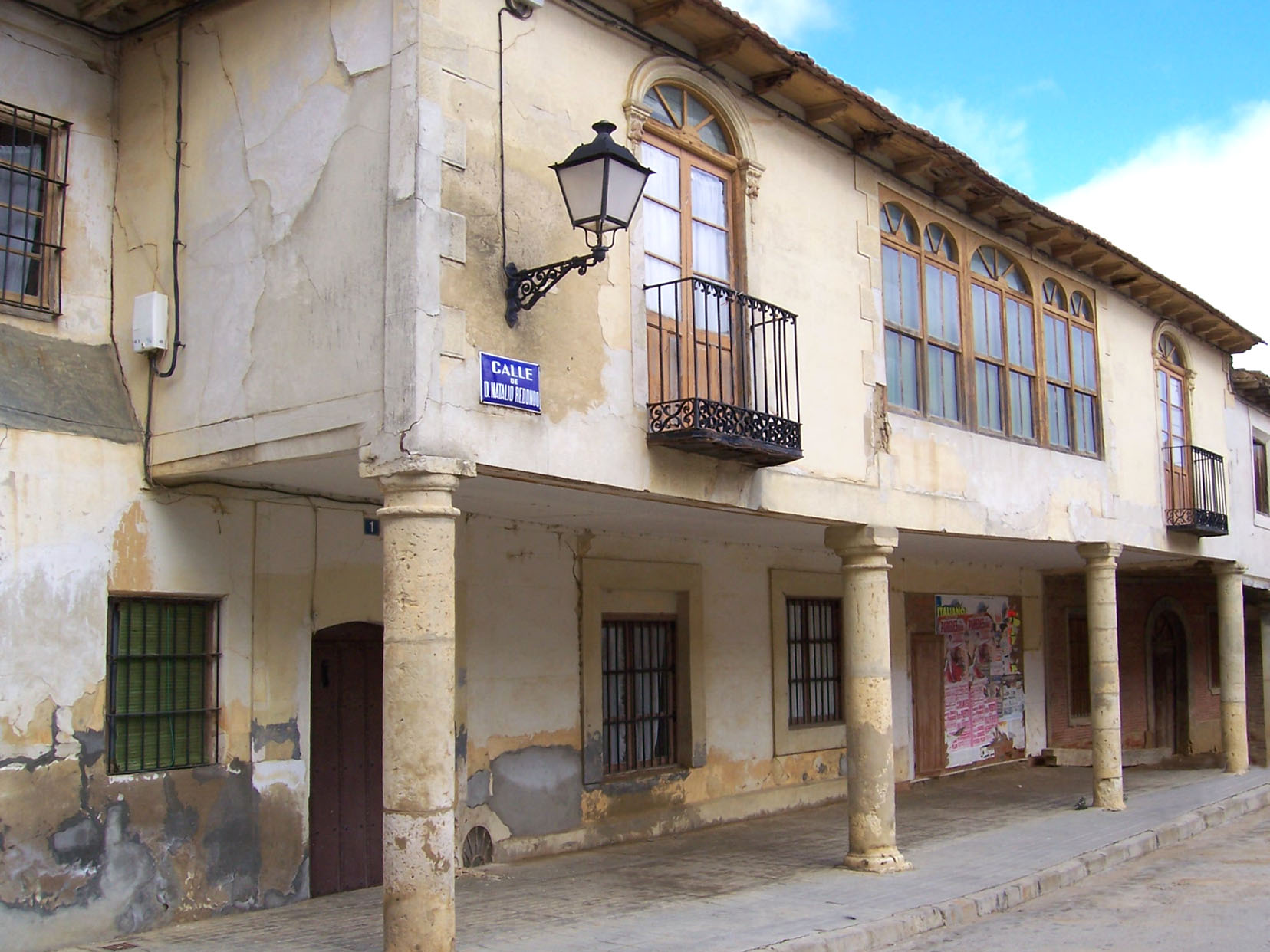
Becerril de Campos.
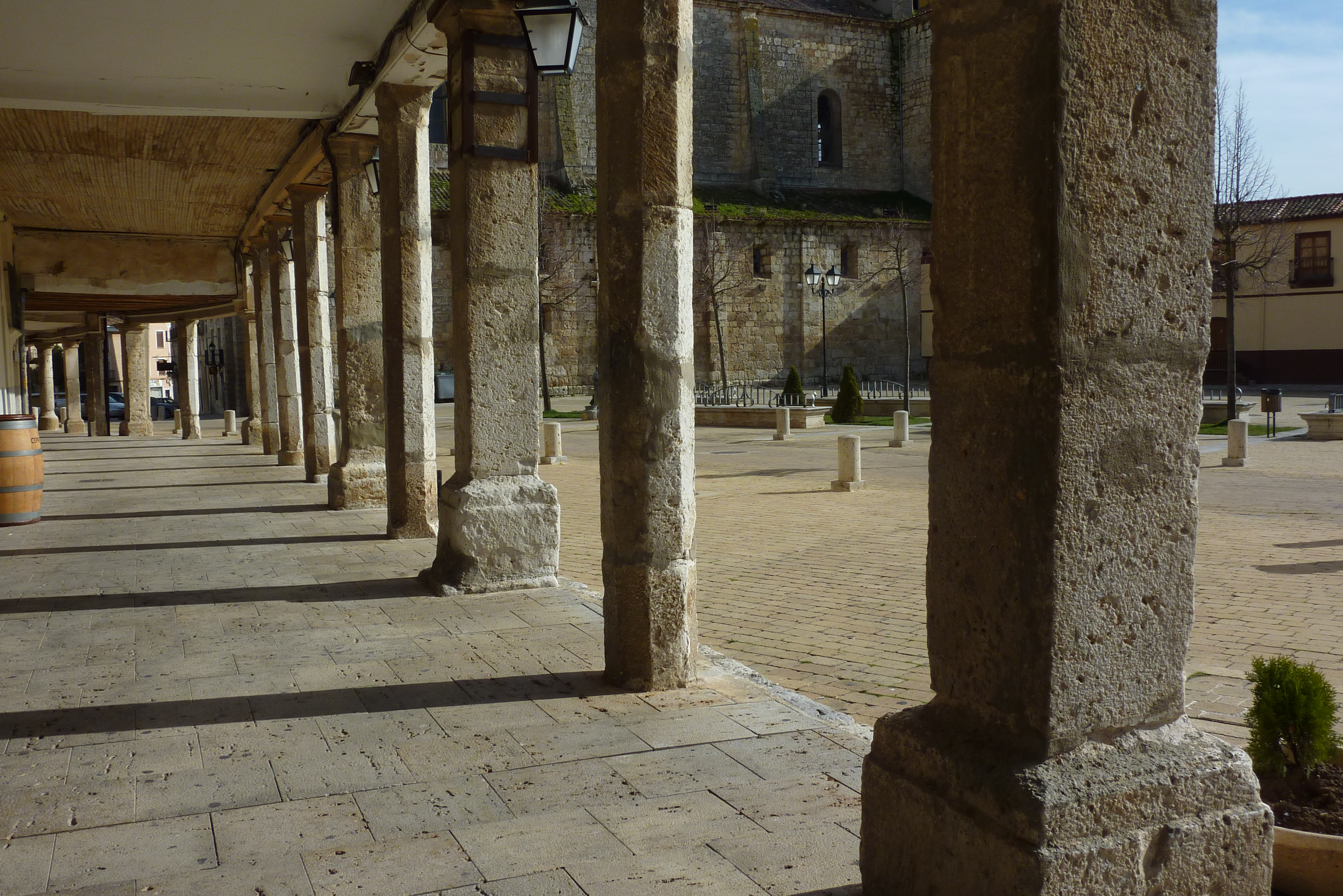
Dueñas.
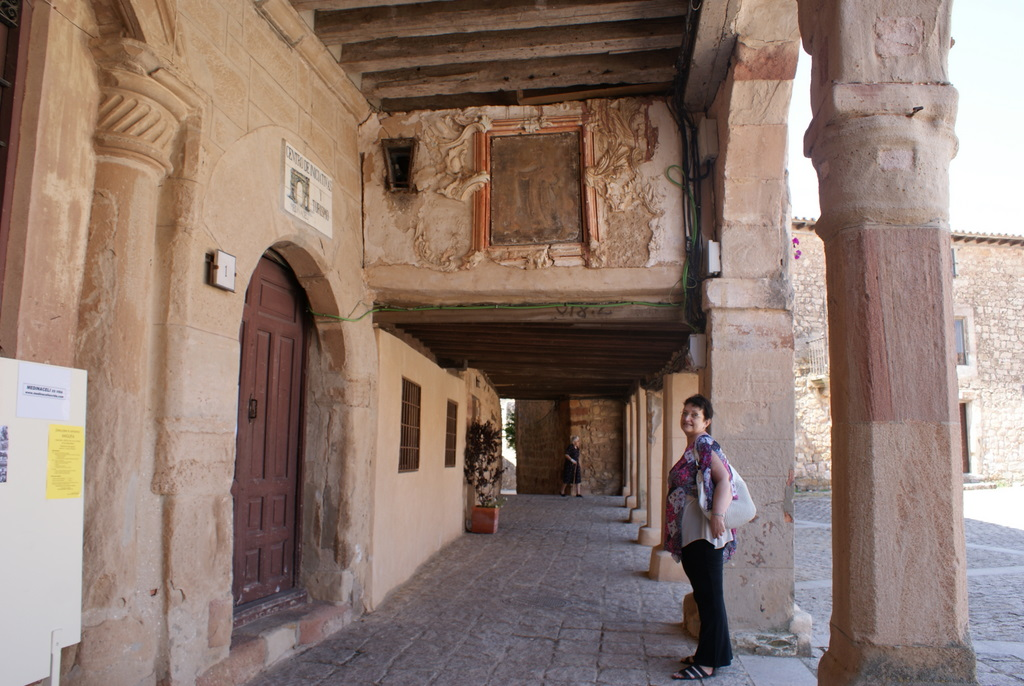
Medinaceli.
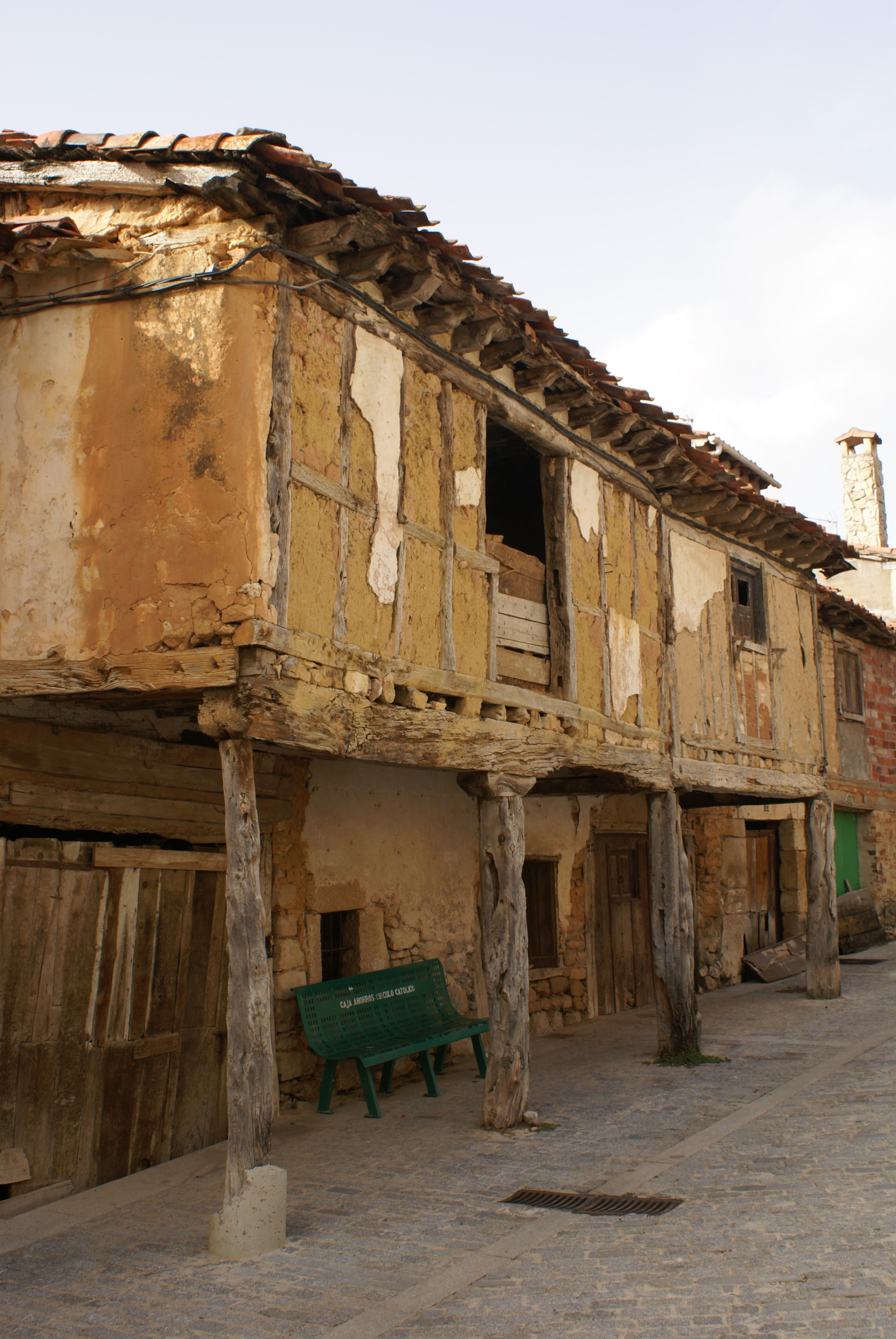
Santo Domingo de Silos.
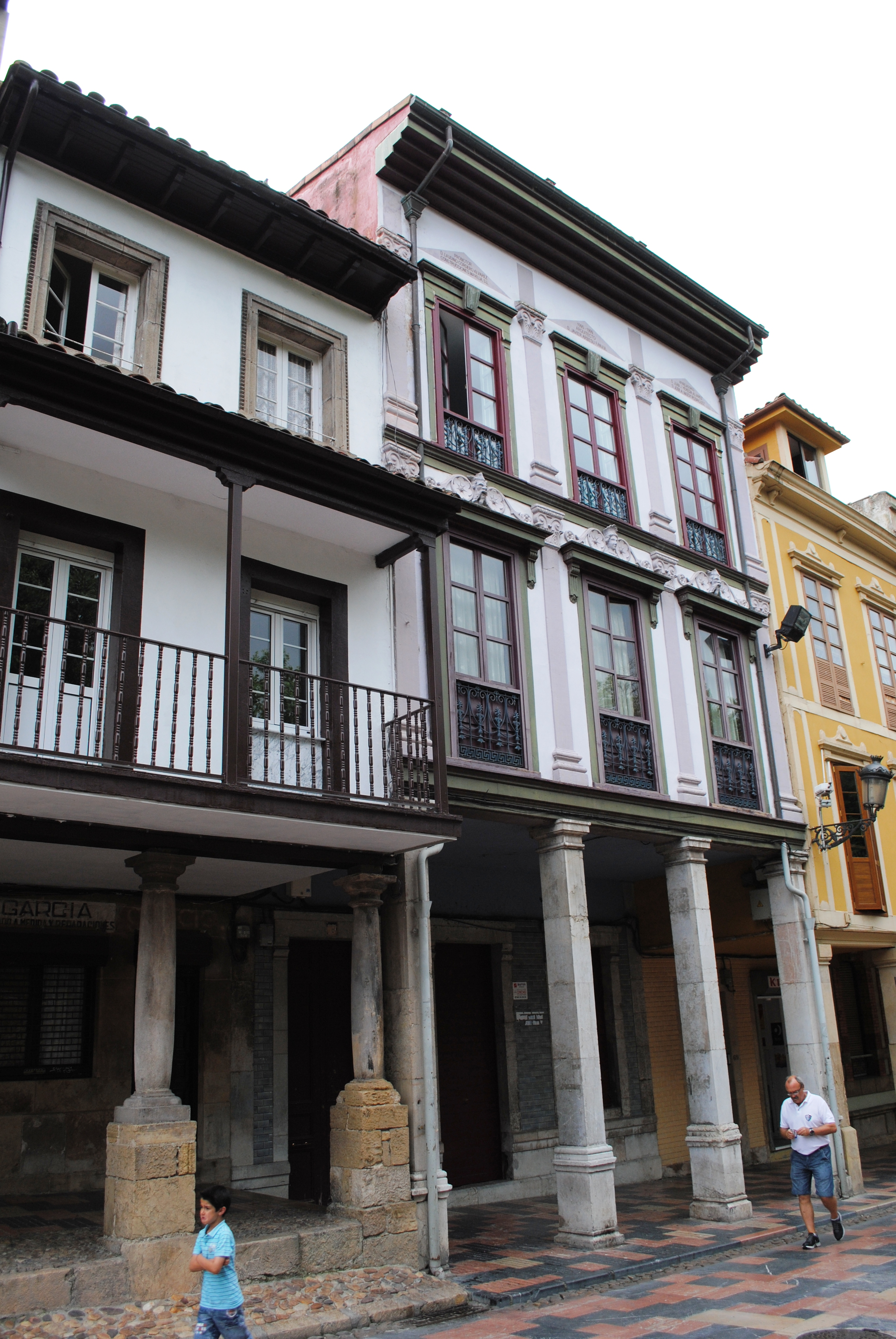
Avilés.
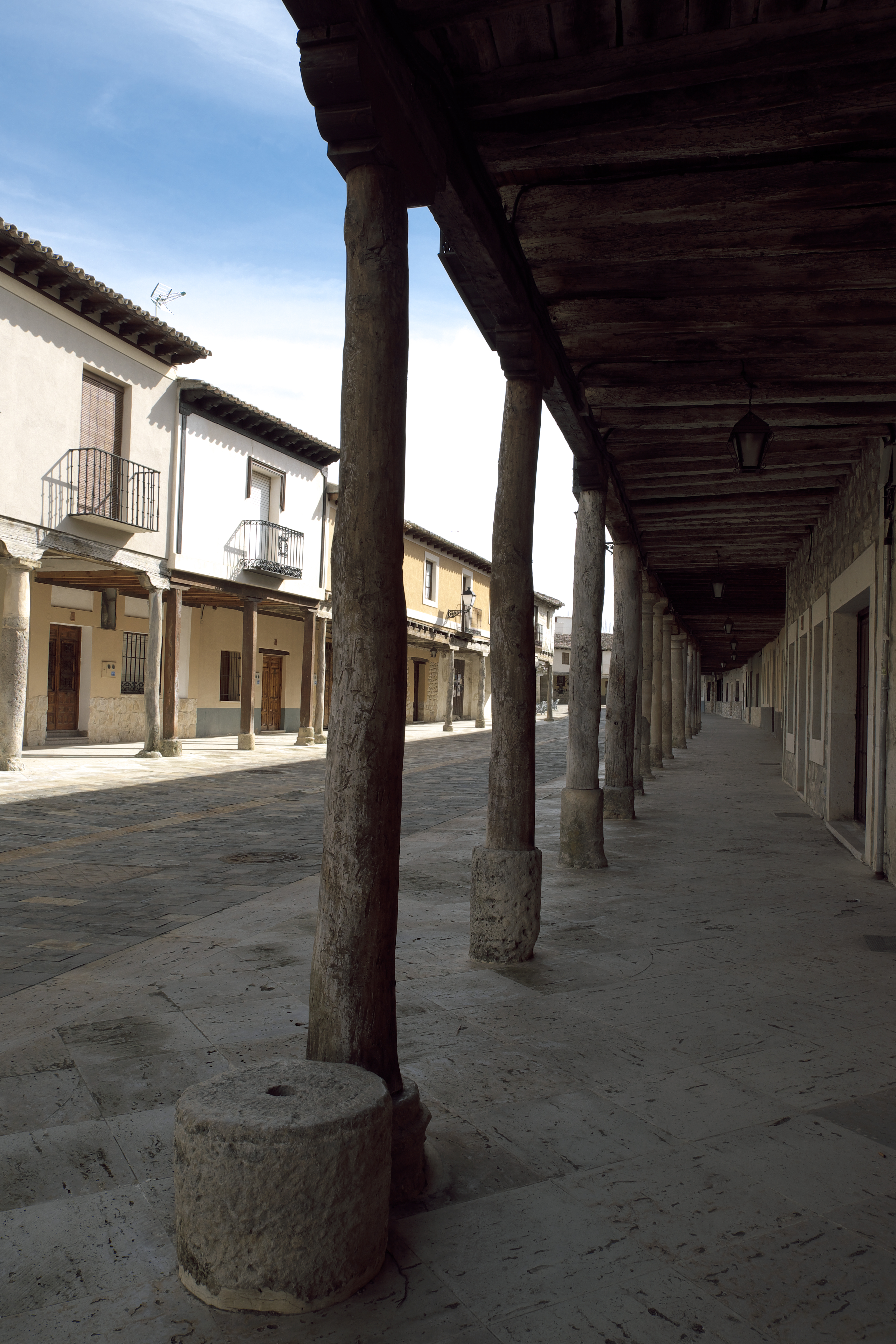
Ampudia.
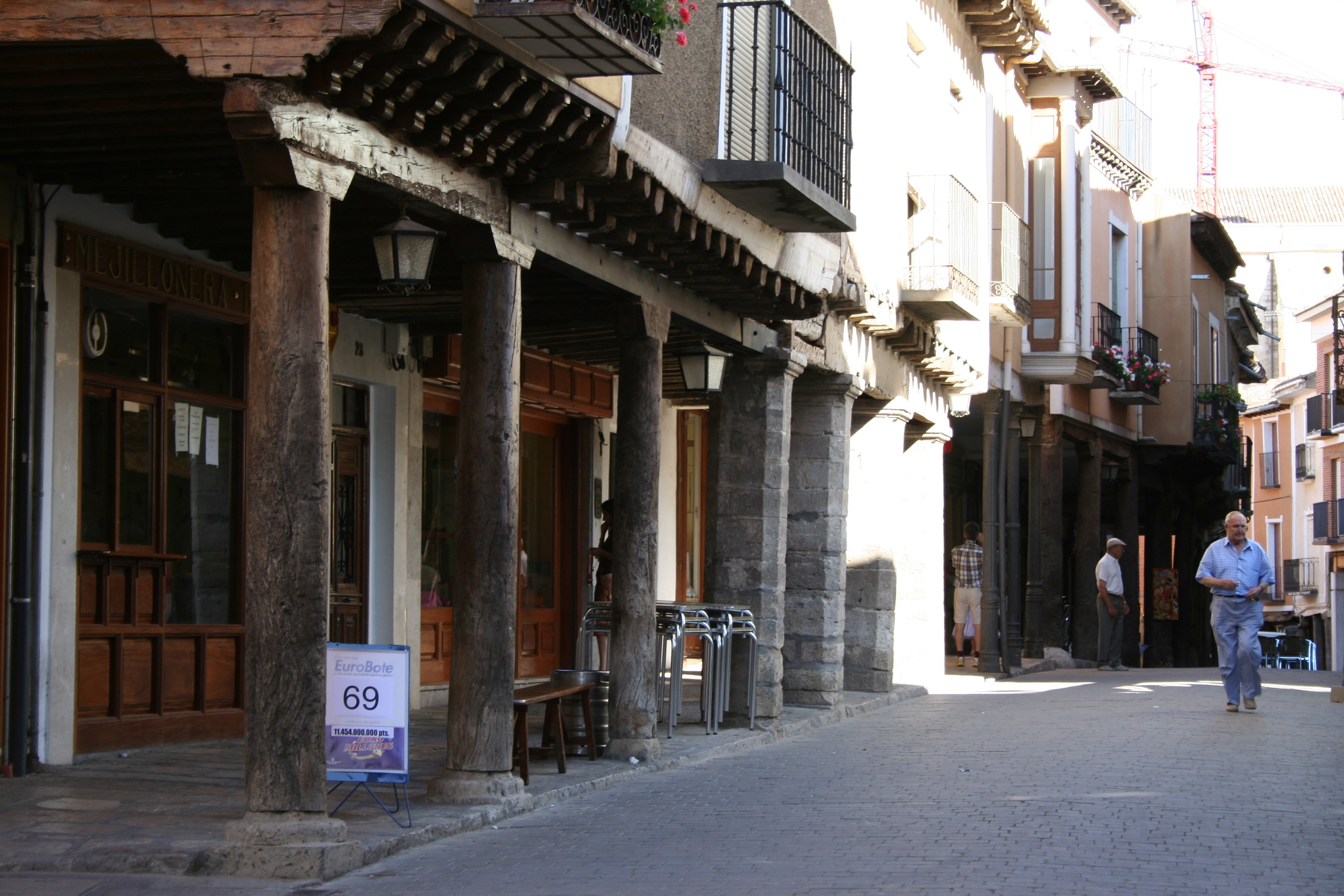
Medina de Rioseco.
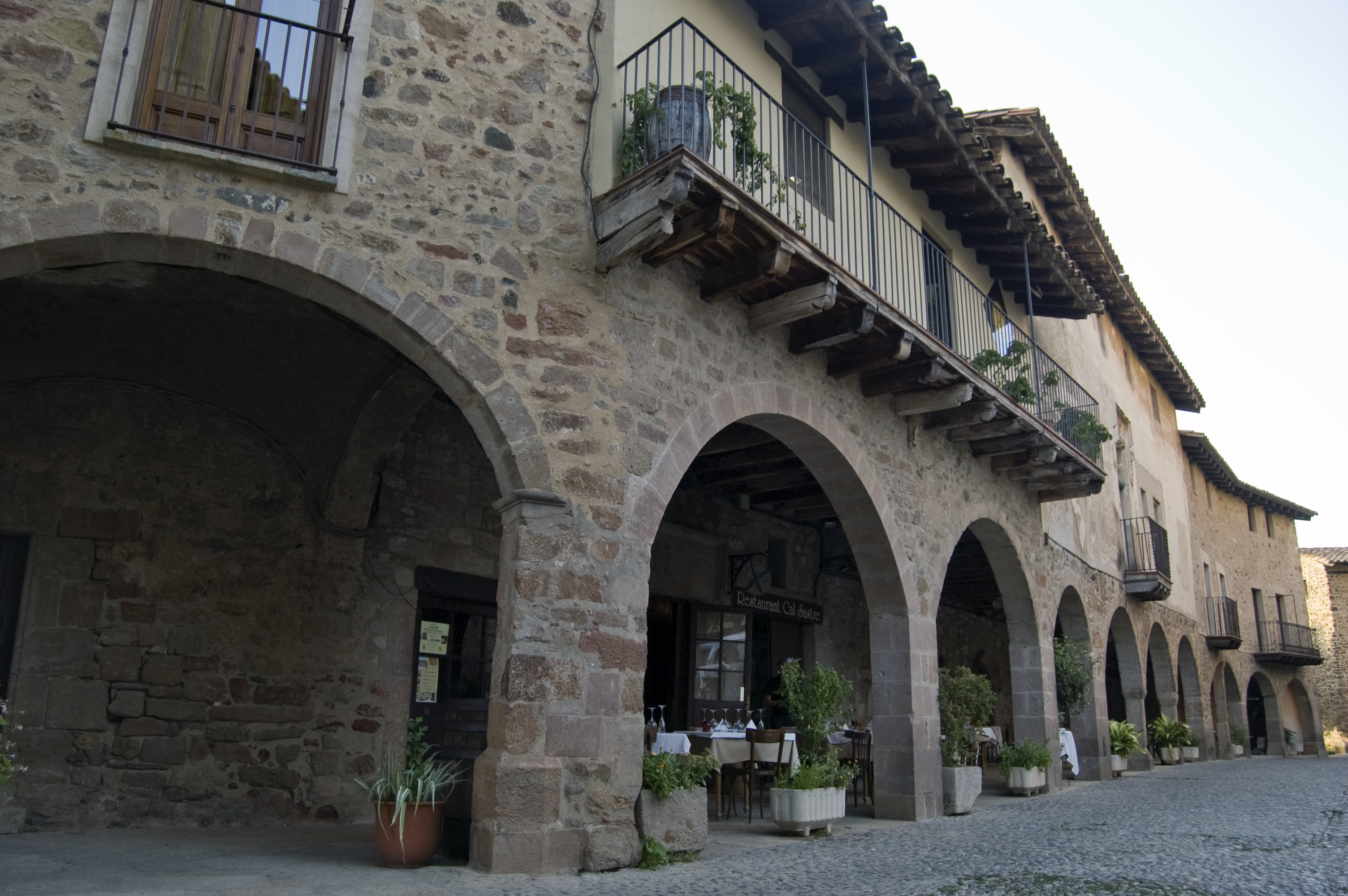
Santa Pau.
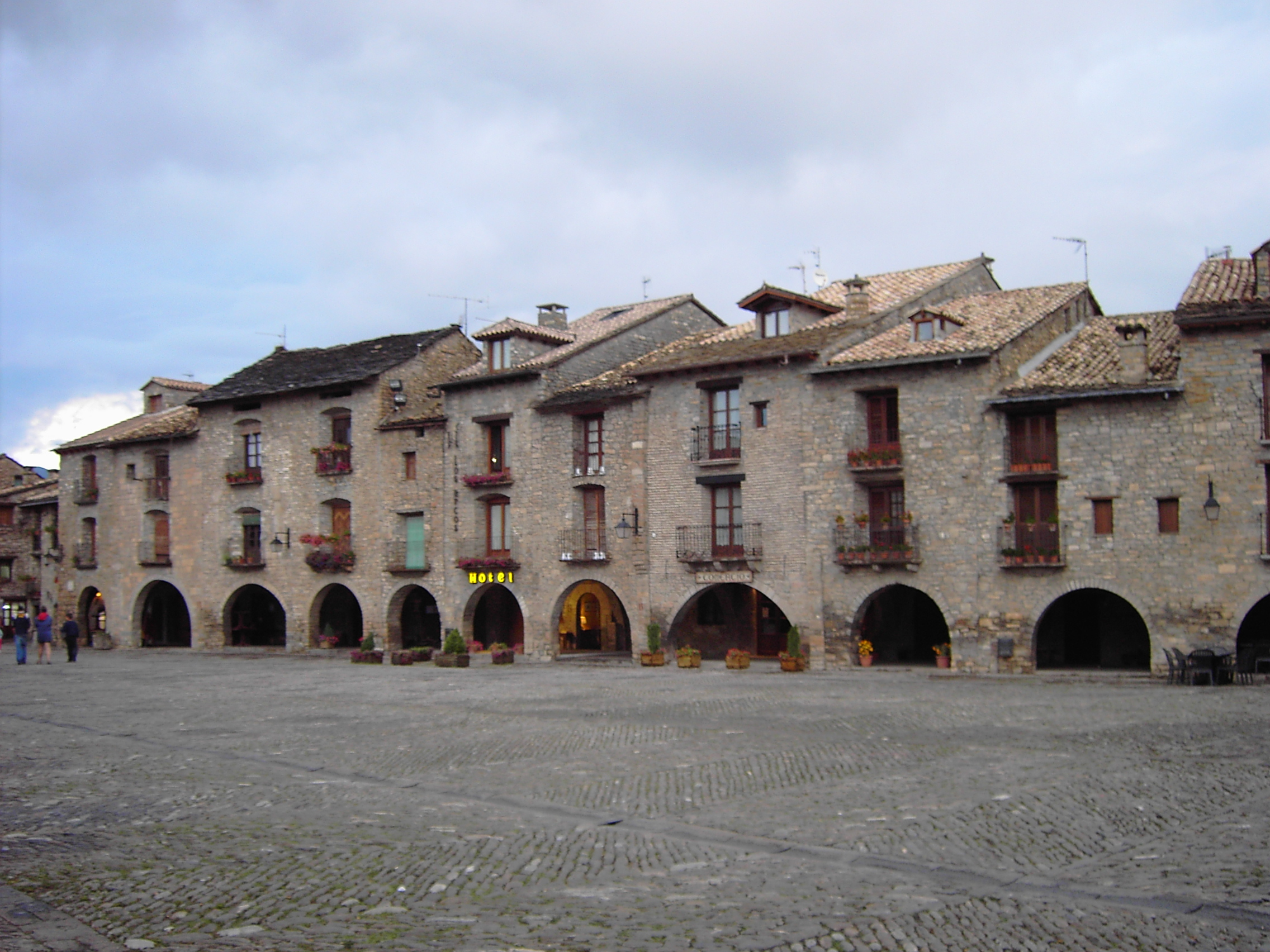
Plaza mayor de Aínsa.

Las plazas mayores también suelen estar asoportaladas. Su vinculación a la función comercial (particularmente adecuada a la posibilidad de mantener las mercancías protegidas de lluvia y sol) se refleja incluso en el DRAE: Pórtico, a manera de claustro, que tienen algunos edificios o manzanas de casas en sus fachadas y delante de las puertas y tiendas que hay en ellas. Esa definición apunta también la similitud formal con los claustros monásticos, que también mantienen con los patios de las mezquitas musulmanas. Un espacio religioso cubierto que también tenía funciones civiles, como espacio de reunión ante las iglesias concejiles, era el atrio o pórtico de ciertas iglesias medievales españolas.

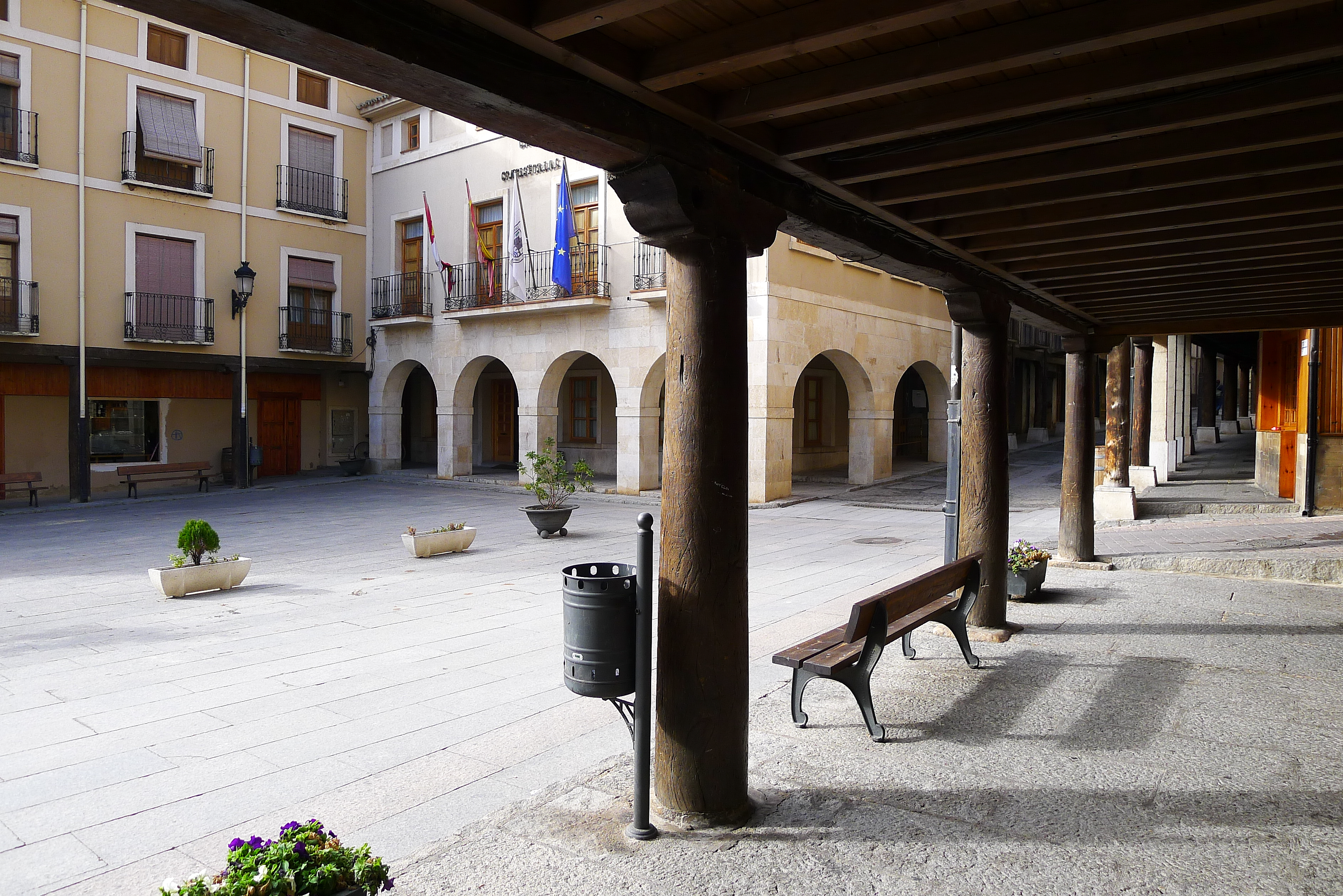
Plaza mayor de San Esteban de Gormaz.
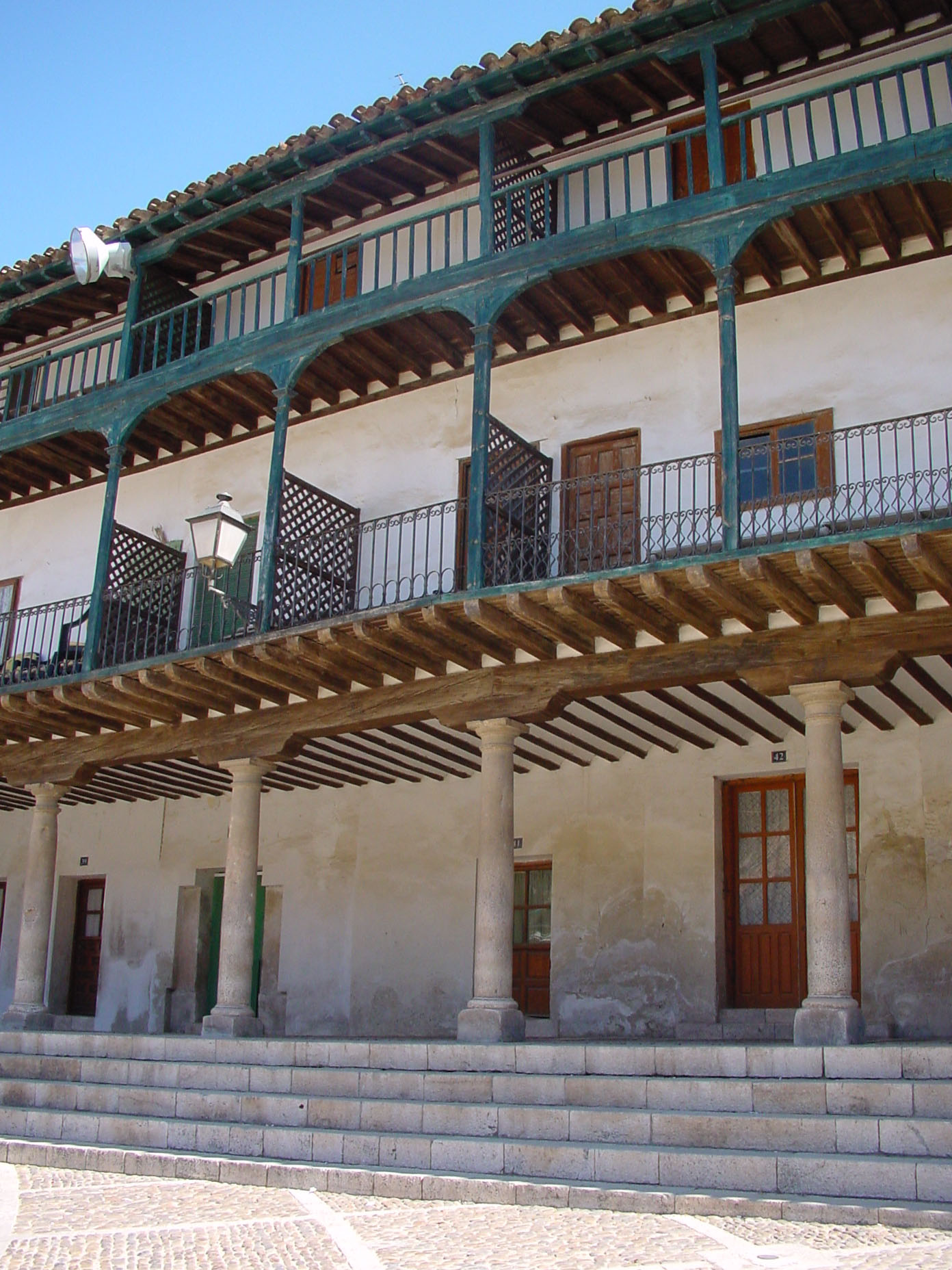
Plaza Mayor de Chinchón.
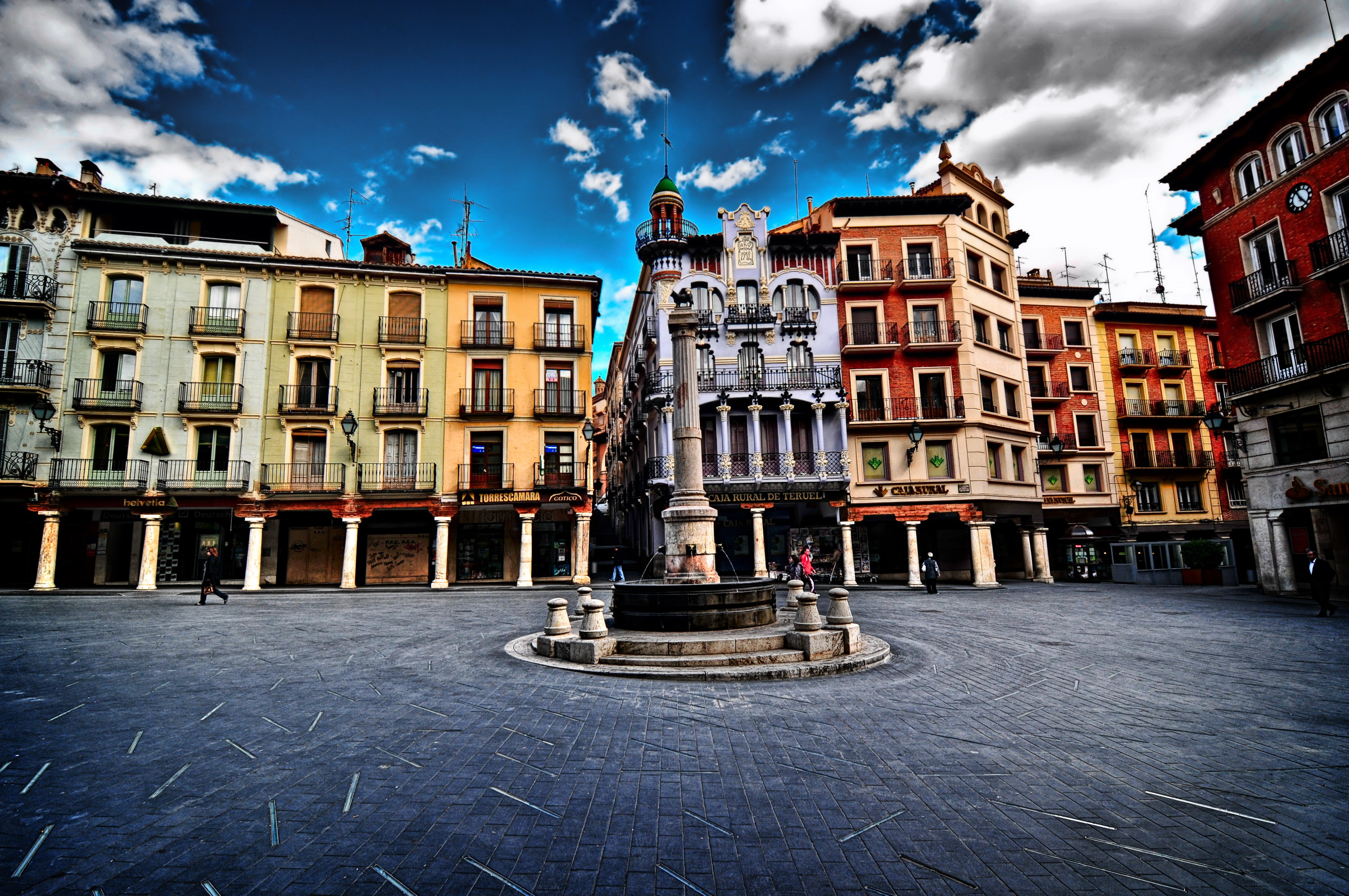
Plaza del Torico (Teruel).
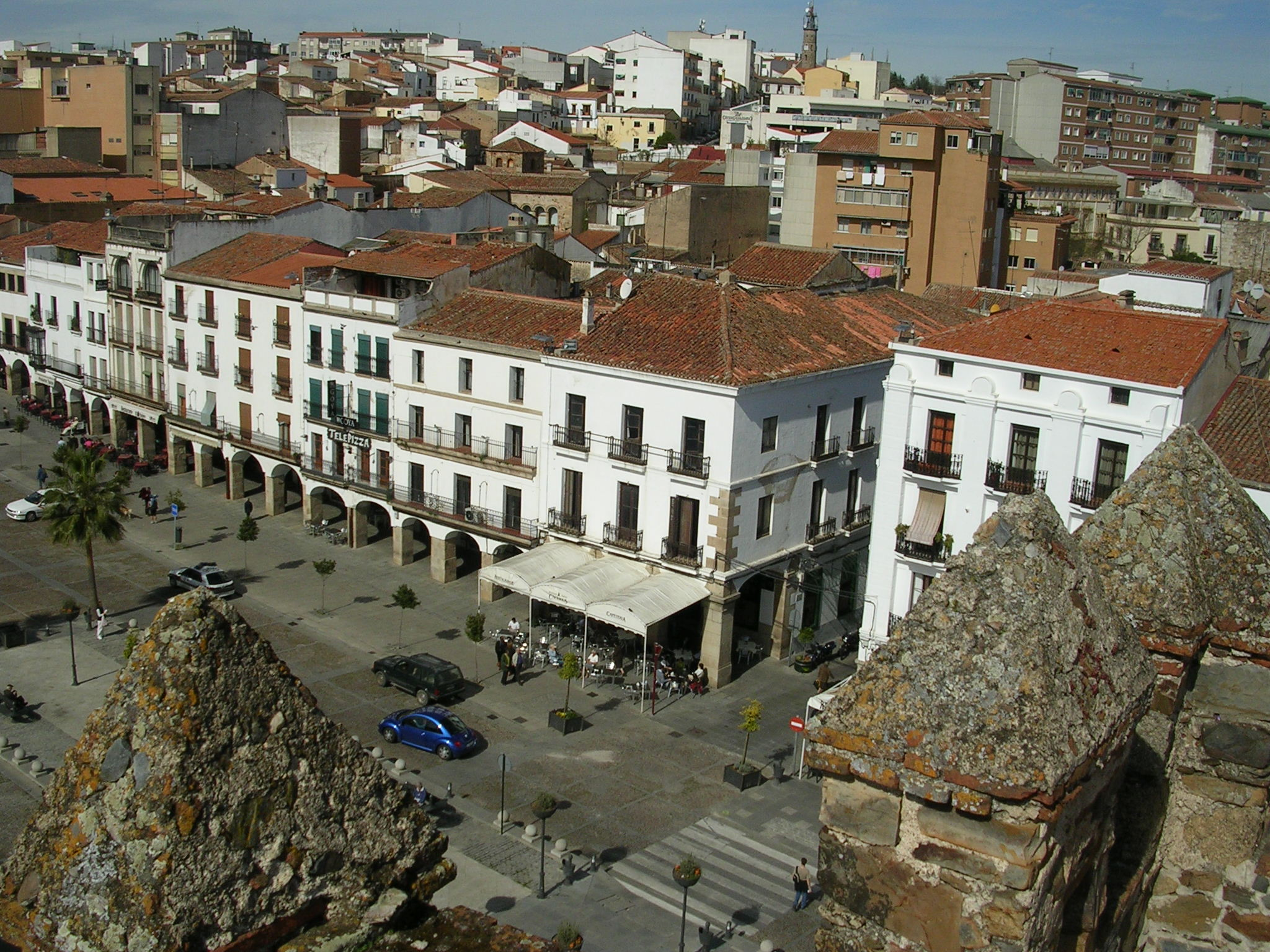
Plaza Mayor de Cáceres.
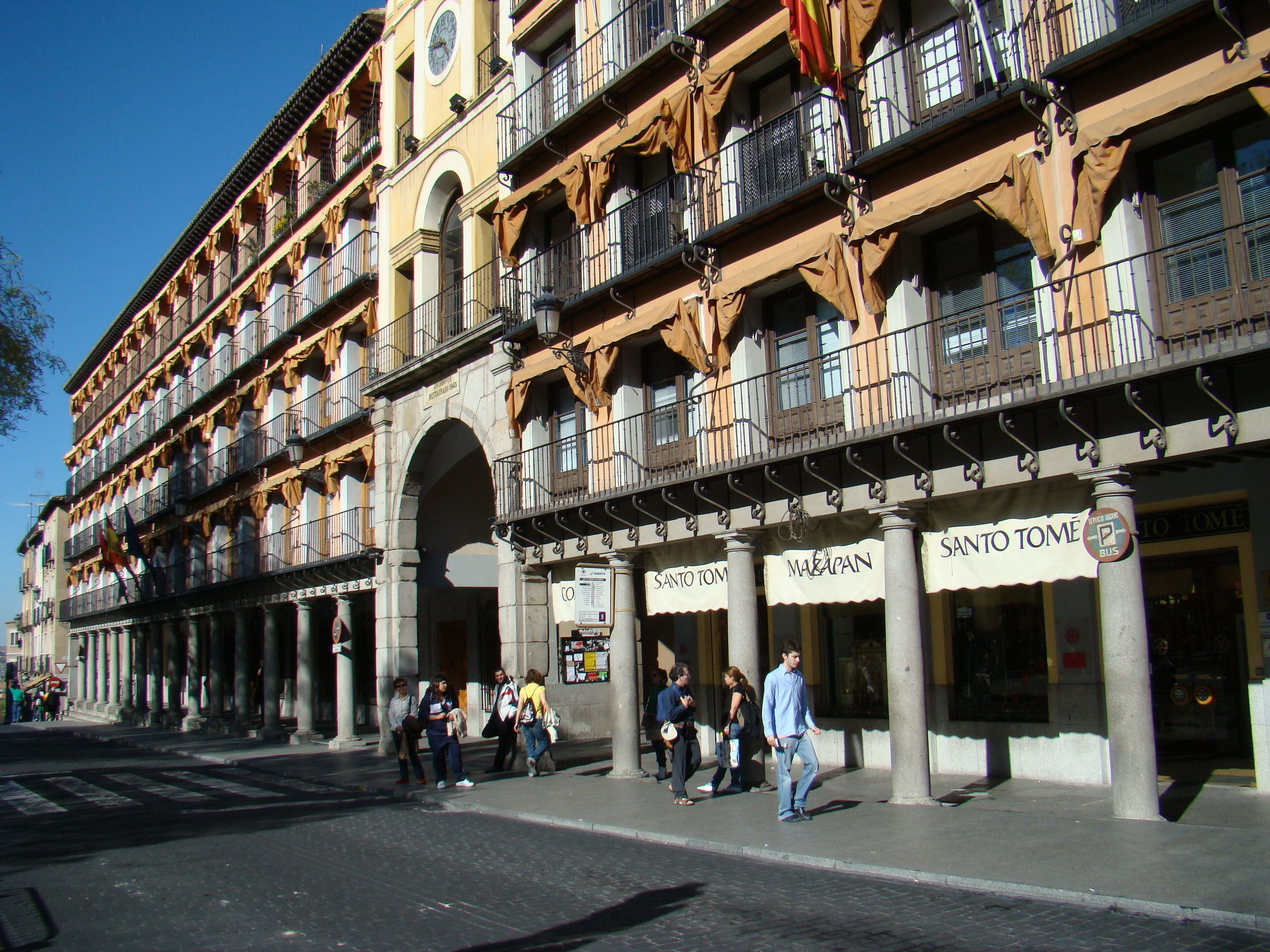
Plaza de Zocodover (Toledo).
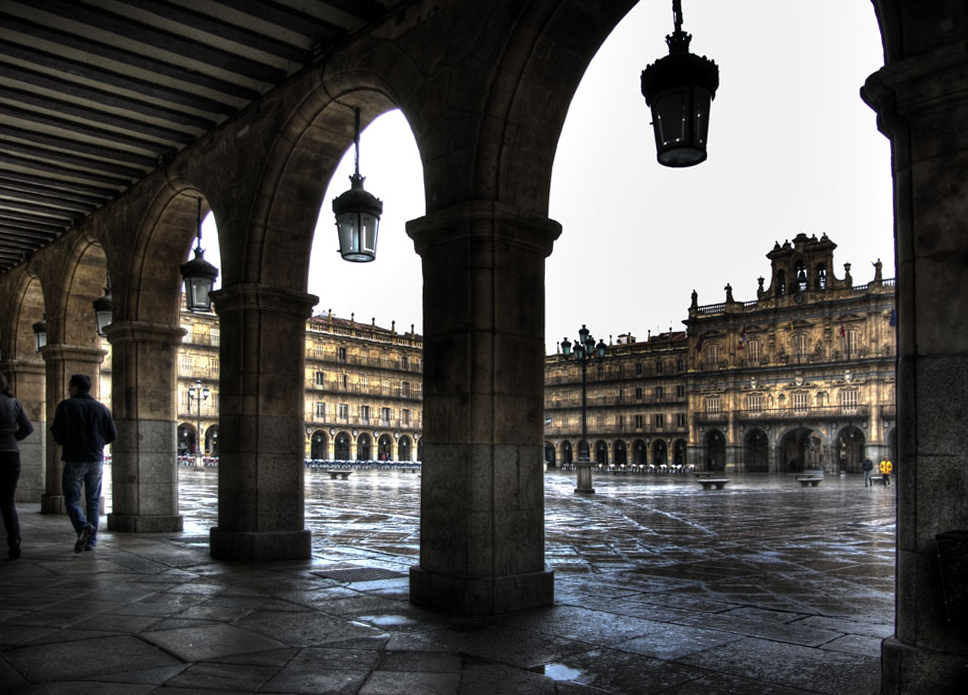
Plaza Mayor de Salamanca.
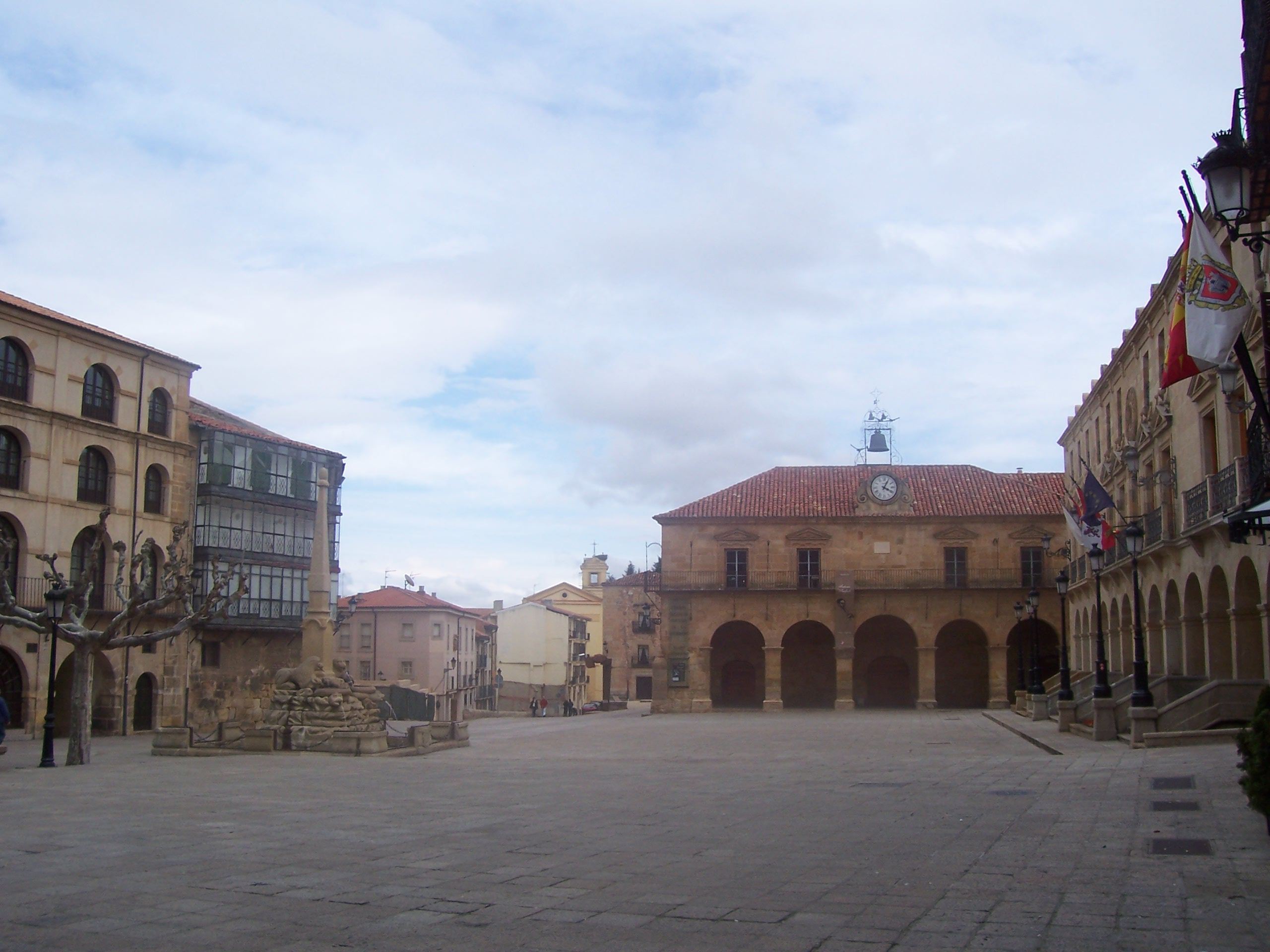
Plaza Mayor de Soria
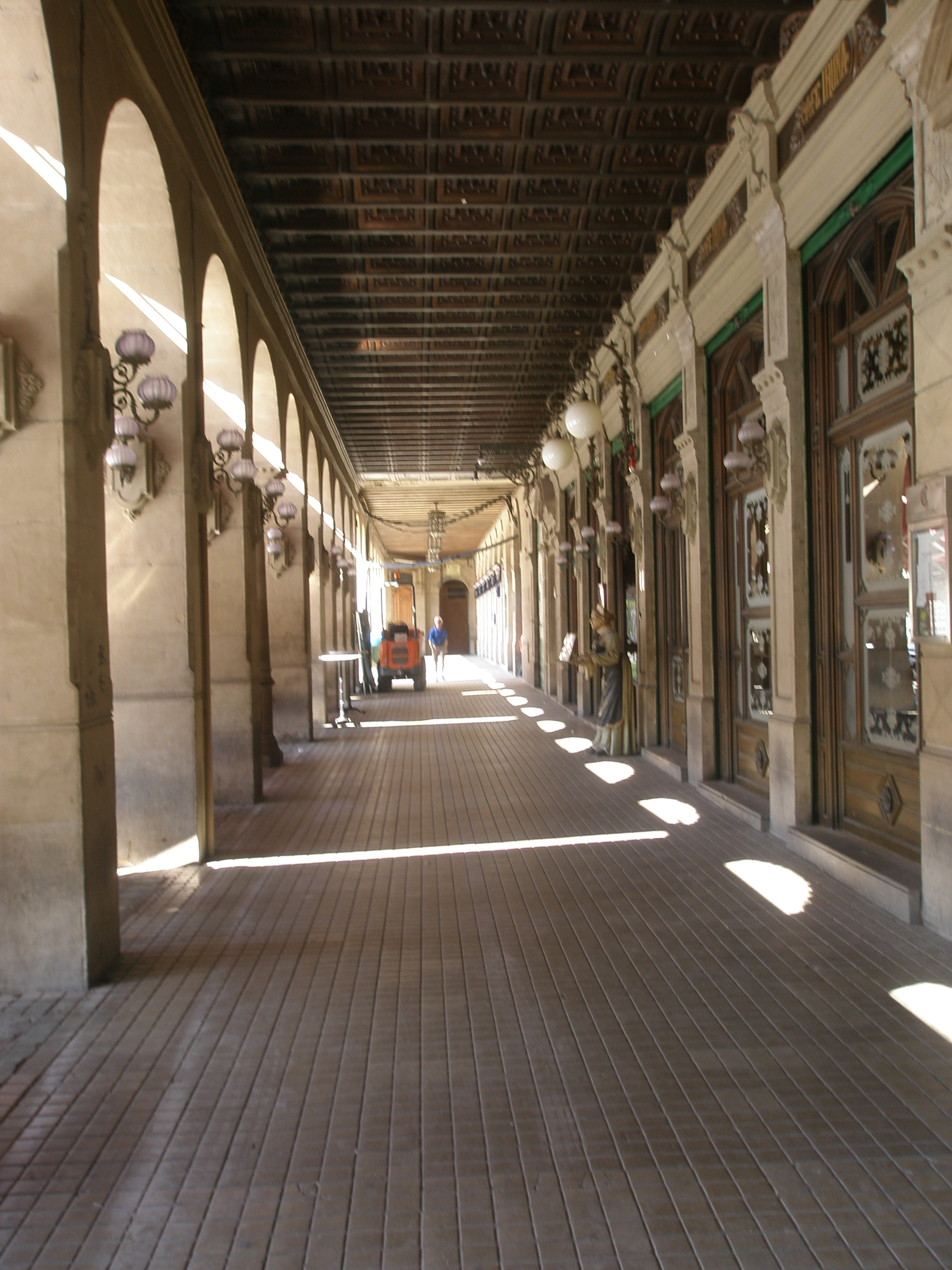
Plaza del Castillo (Pamplona).
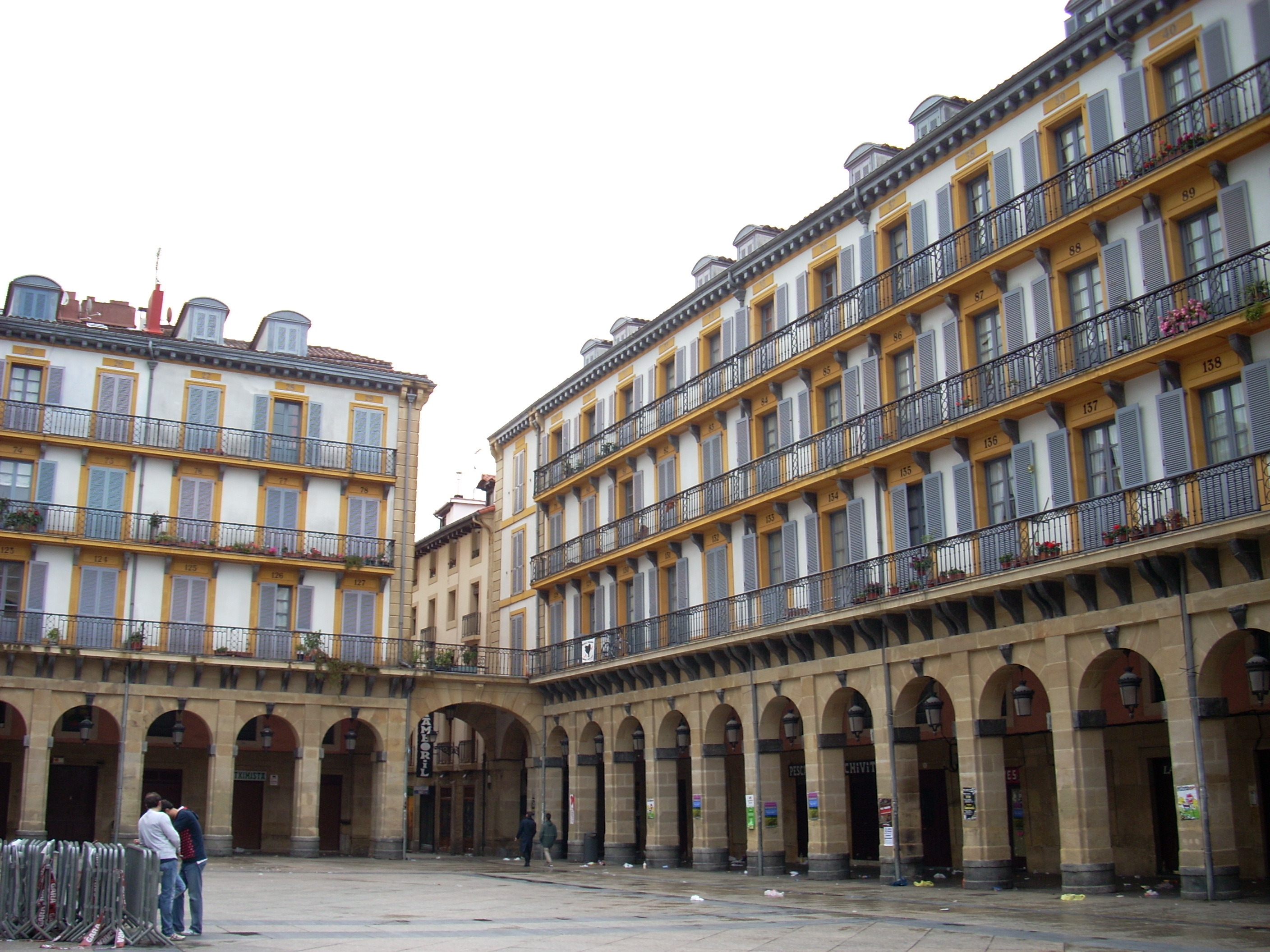
Plaza de la Constitución (San Sebastián).
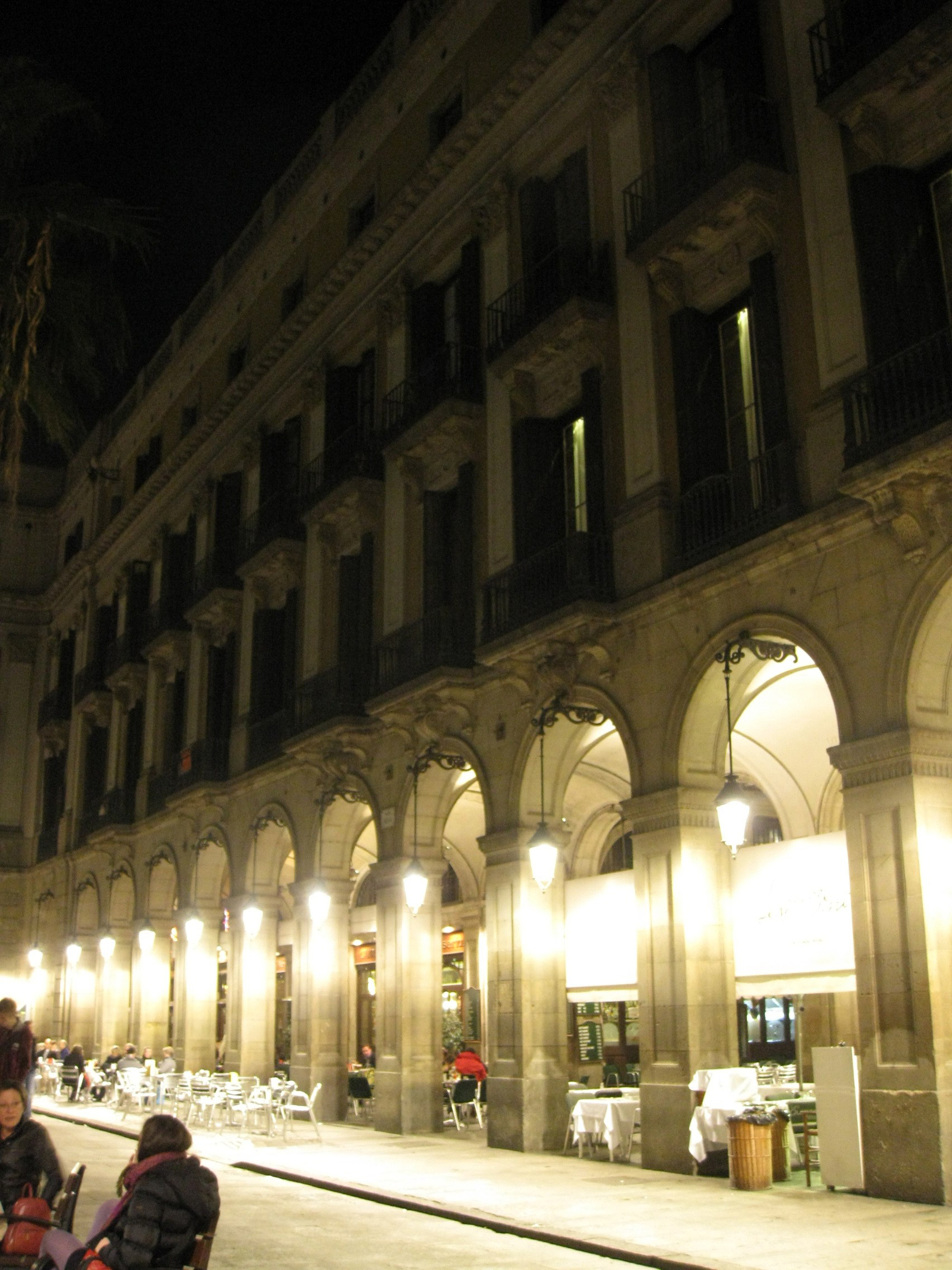
Plaza Real (Barcelona).
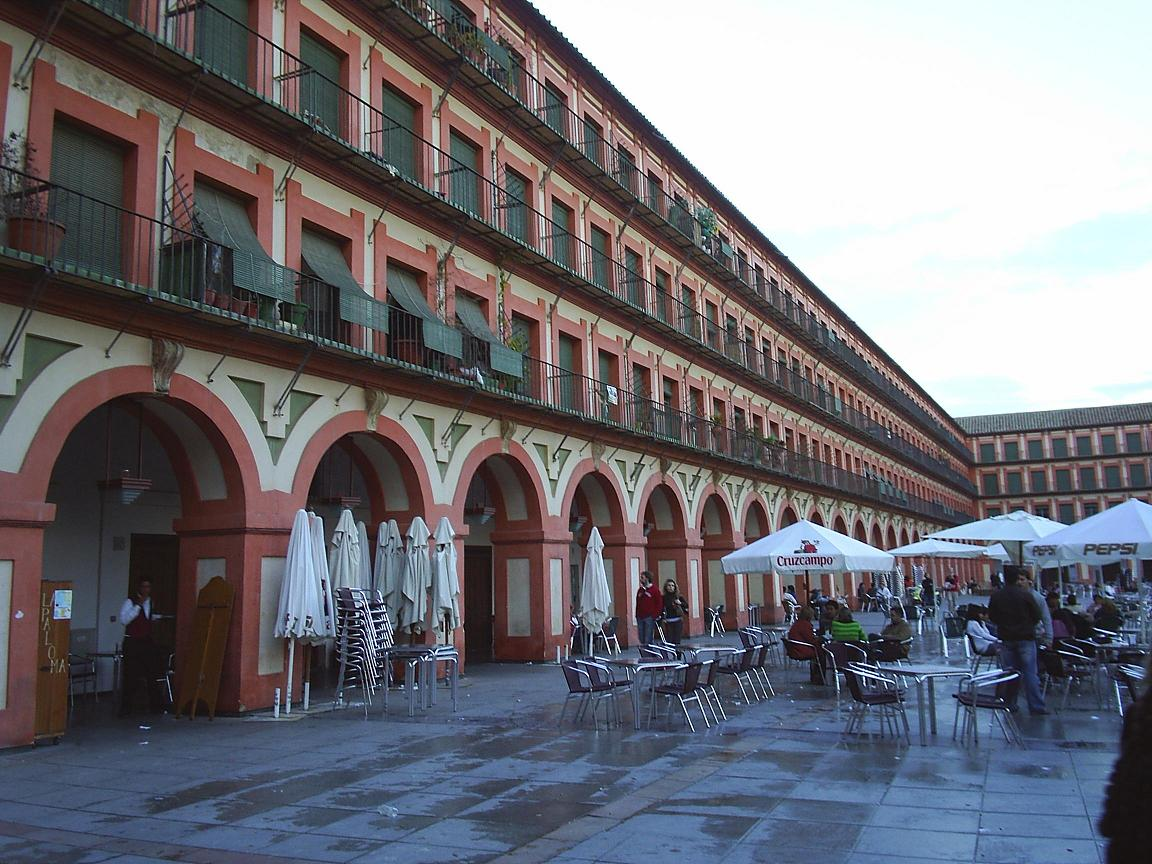
Plaza de la Corredera (Córdoba).
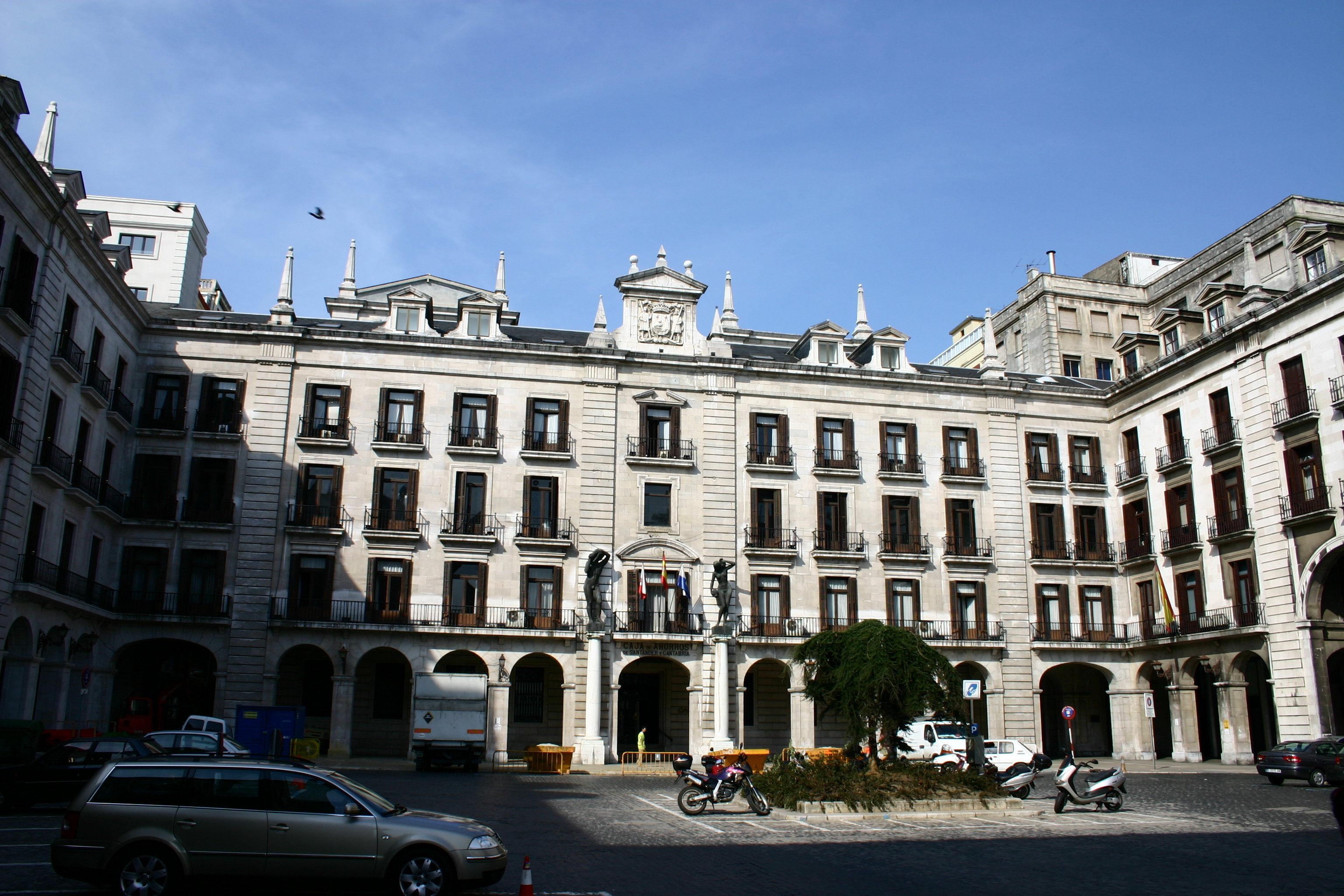
Plaza Porticada (Santander).
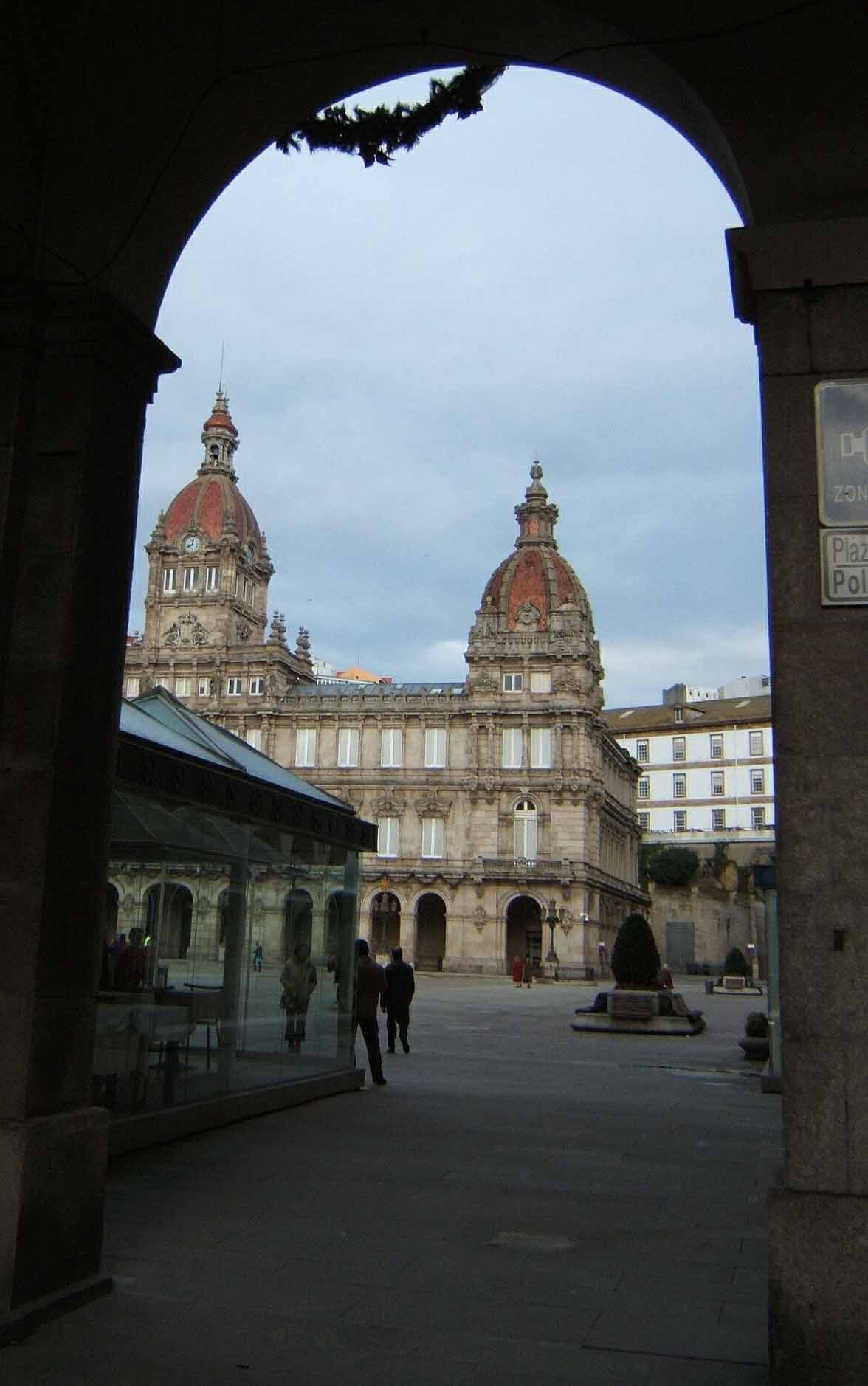
Plaza de María Pita (La Coruña).
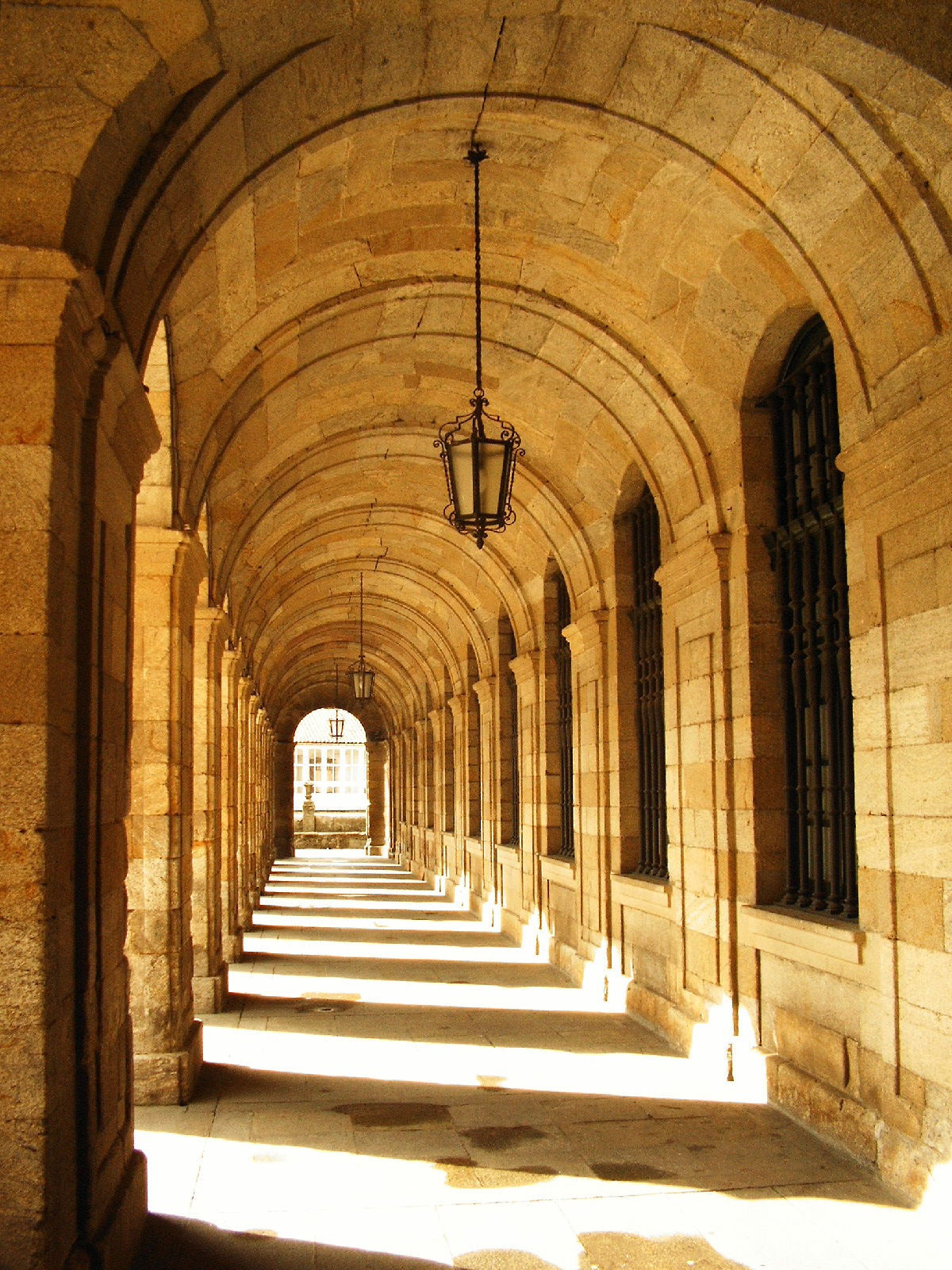
Palacio de Rajoy en la Plaza del Obradoiro (Santiago de Compostela).

- Wikimedia Commons alberga una categoría multimedia sobre Soportales en Castilla y León.

## Precedentes y espacios similares
Precedentes de los soportales medievales fueron las stoa de la Antigüedad griega. En Italia es similar el espacio denominado loggia. La Piazza San Marco de Venecia (desde 1177) incluye estructuras asoportaladas en tres de sus lados, al igual que la Piazza Ducale de Vigevano (Ambrogio da Corte y Bramante, 1492-1494). En la Piazza de Pienza (Bernardo Rosellino, 1458-1464) únicamente se asoportaló la esquina correspondiente al Palazzo Pubblico. La ciudad italiana de Bolonia es famosa por la longitud de sus pórticos. En total, hay más de 45 kilómetros en sus fachadas, aproximadamente 38 en el centro de la ciudad. El que puede considerarse como el soportal más largo del mundo es el llamado Porticato di San Luca, que mide aproximadamente 3,5 kilómetros, y lleva desde la ciudad hasta el Santuario de la Madonna di San Luca. Similares son las columnatas clásicas y barrocas, como la de Bernini en la Plaza de San Pedro.

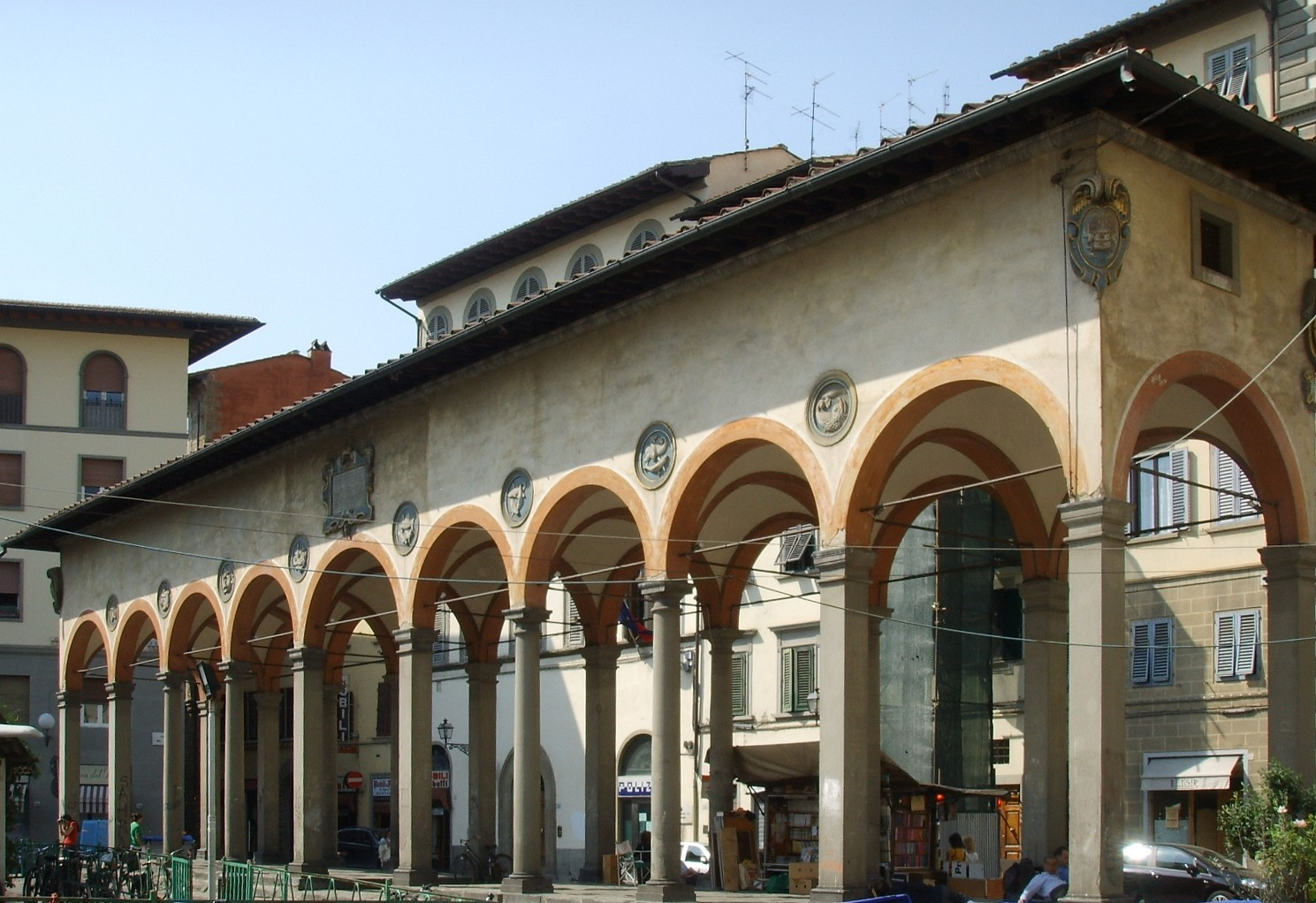
Loggia del pesce, Florencia.
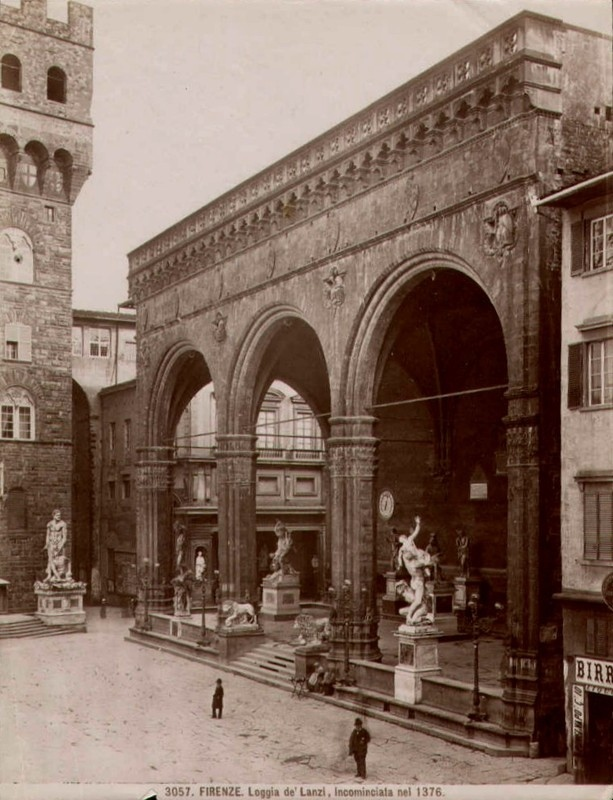
Loggia dei Lanzi, Florencia.
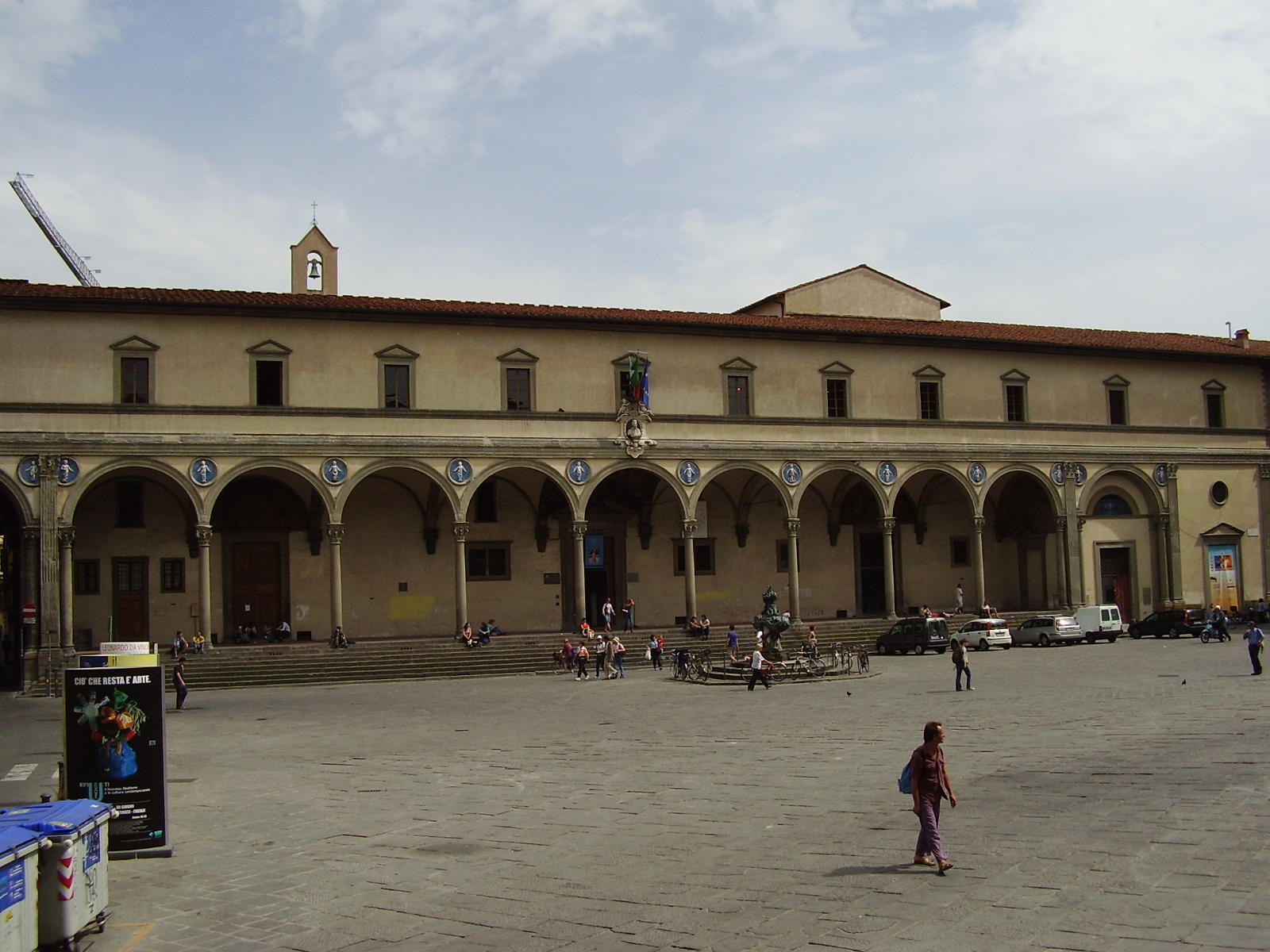
Loggia del Spedale degli Innocenti, Florencia.
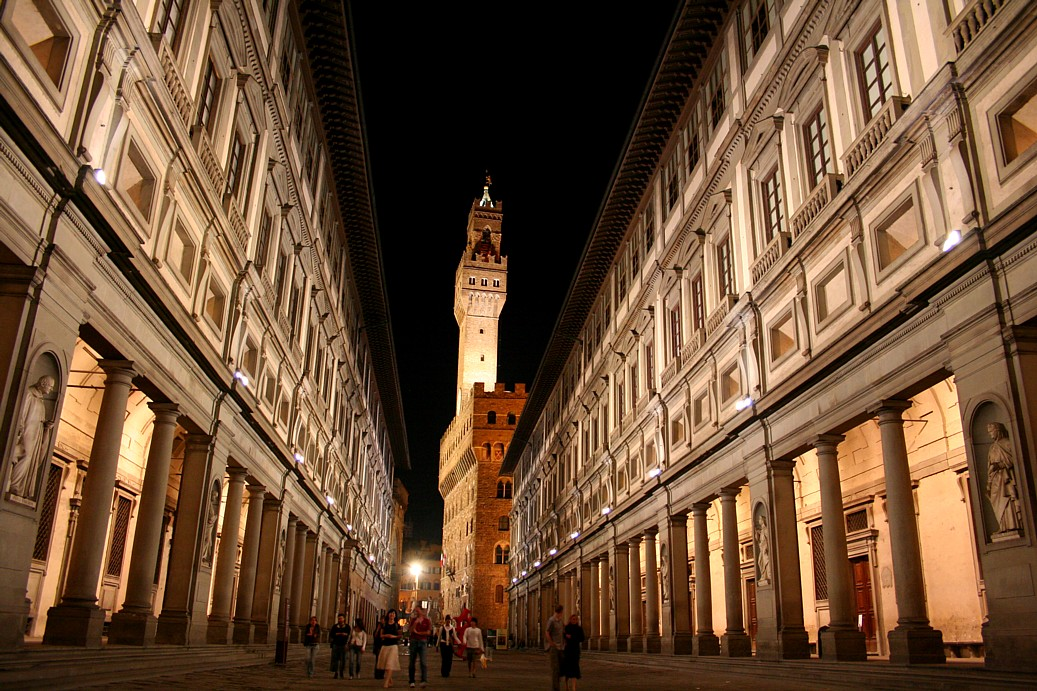
Galleria degli Uffizi, Florencia.
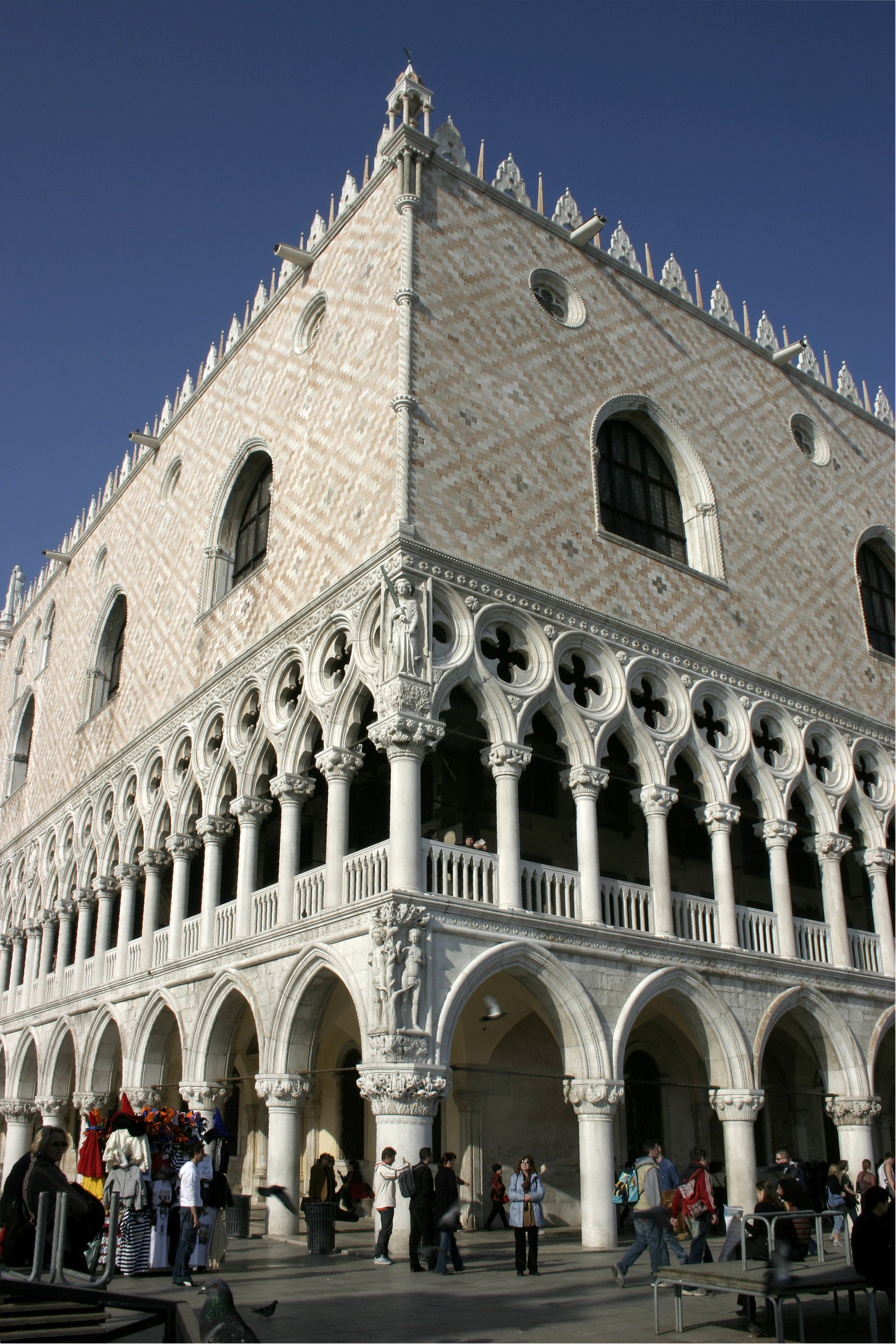
Palazzo Ducale, Venecia.
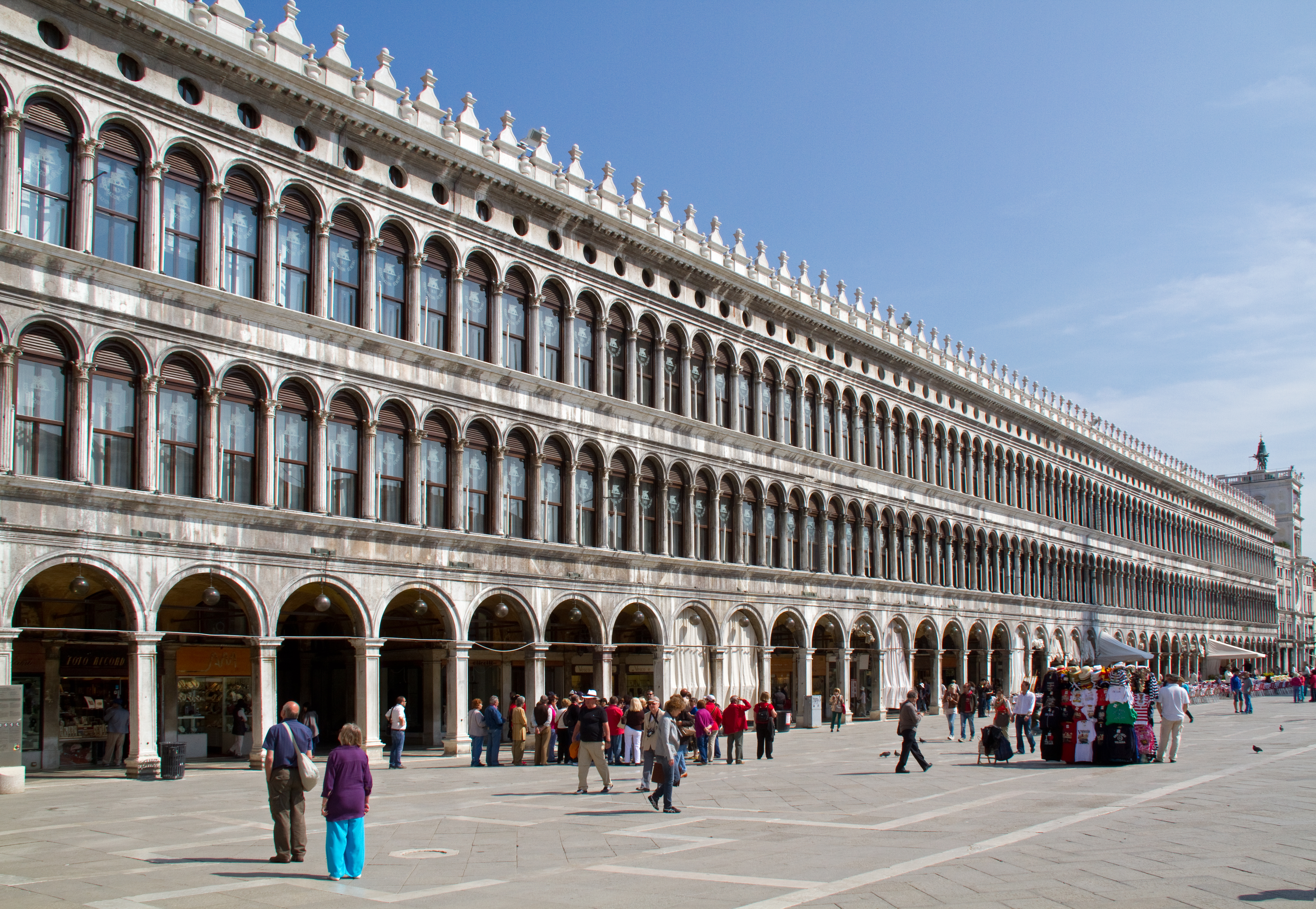
Piazza San Marco, Venecia.
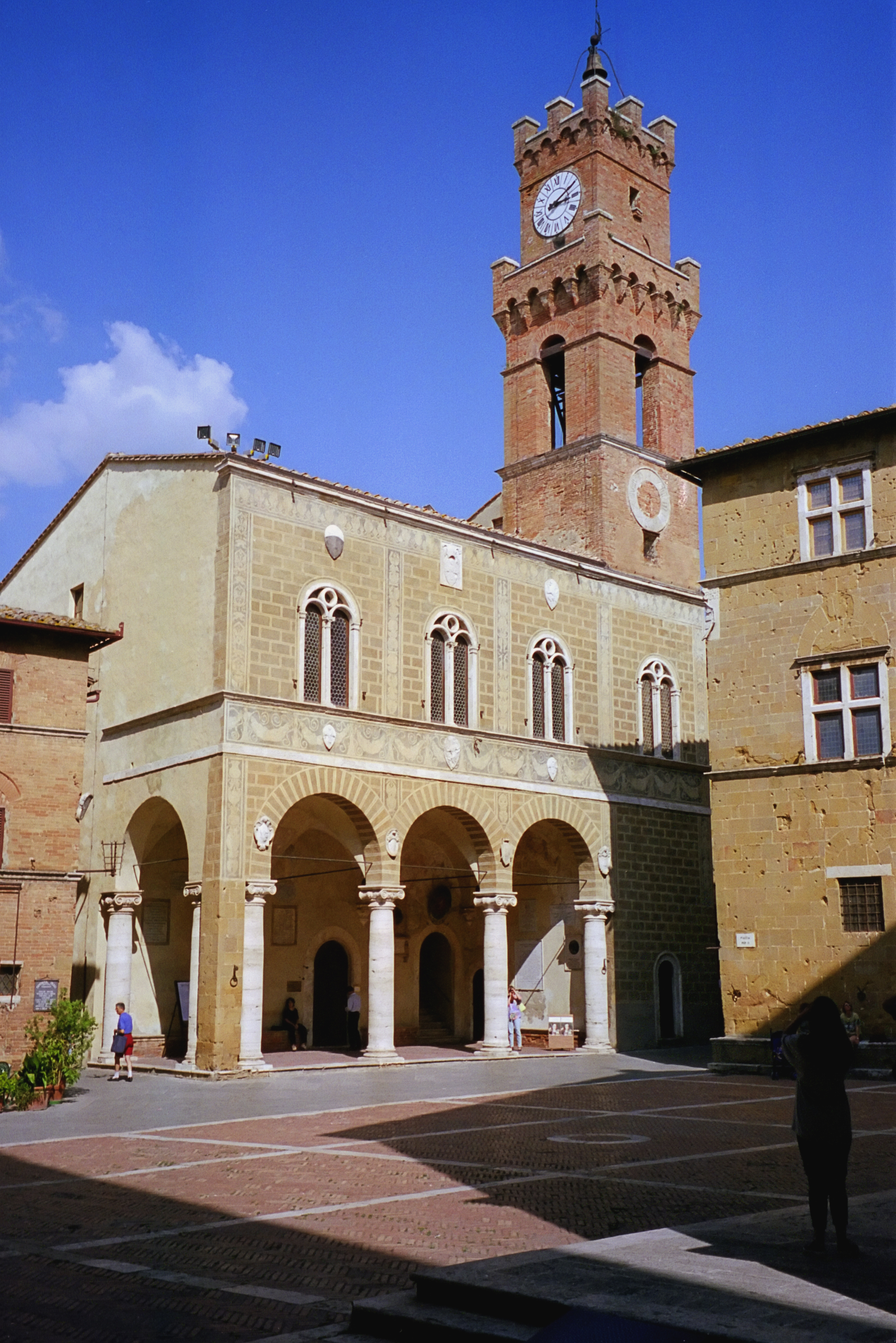
Palazzo Pubblico de Pienza.
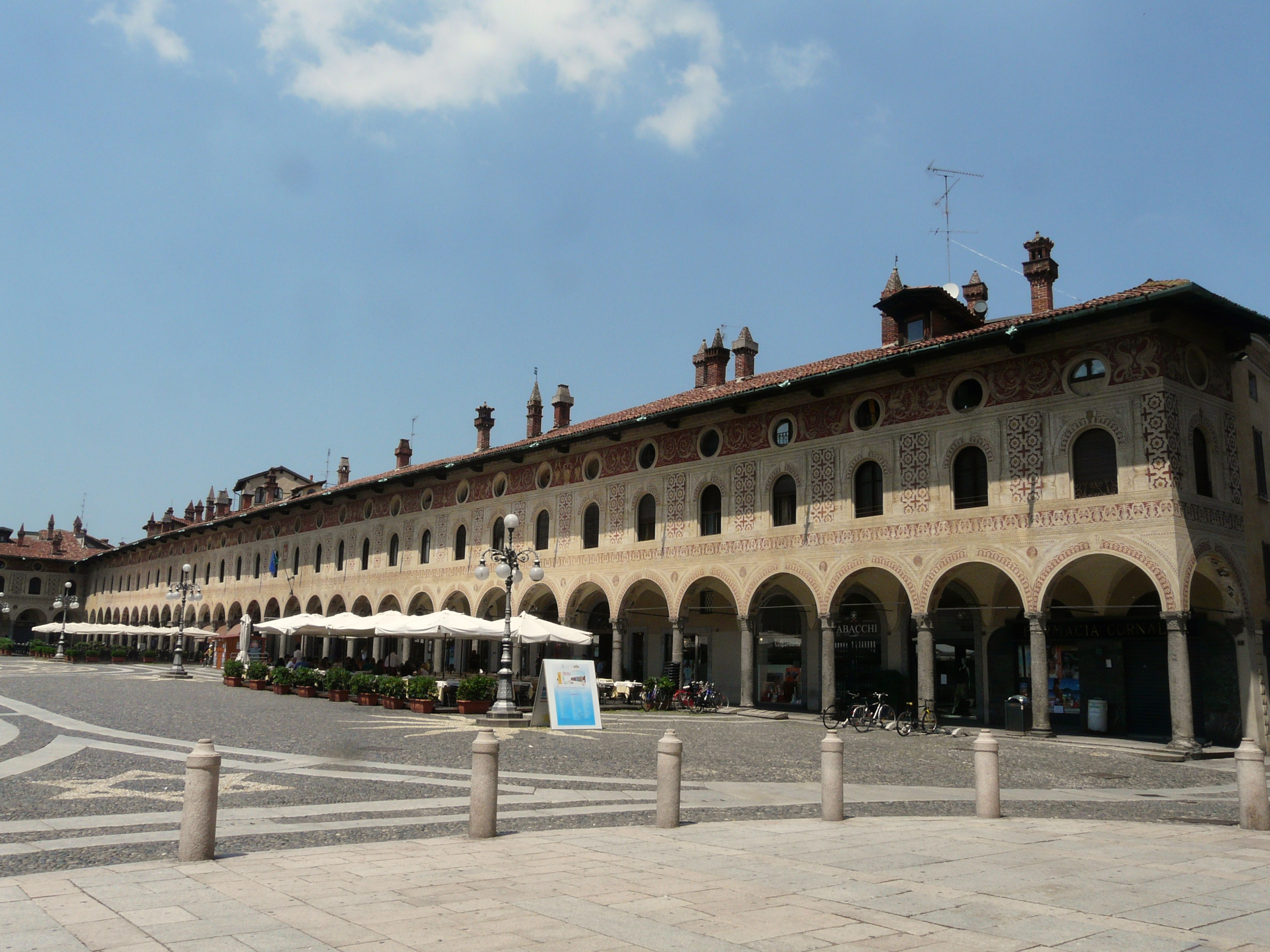
Piazza Ducale, Vigevano.
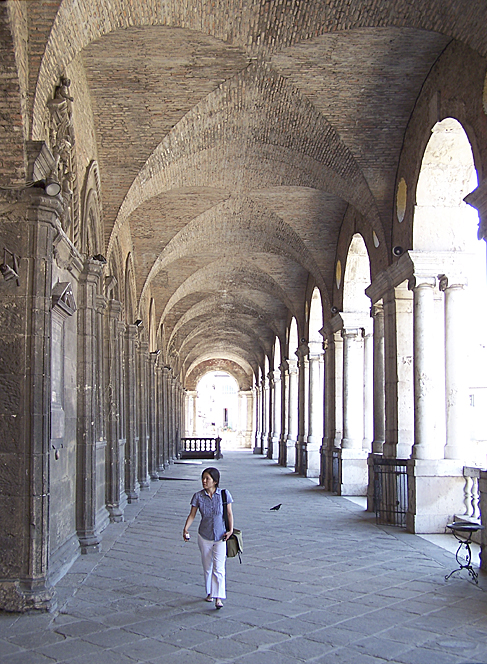
Basílica palladiana, Vicenza.
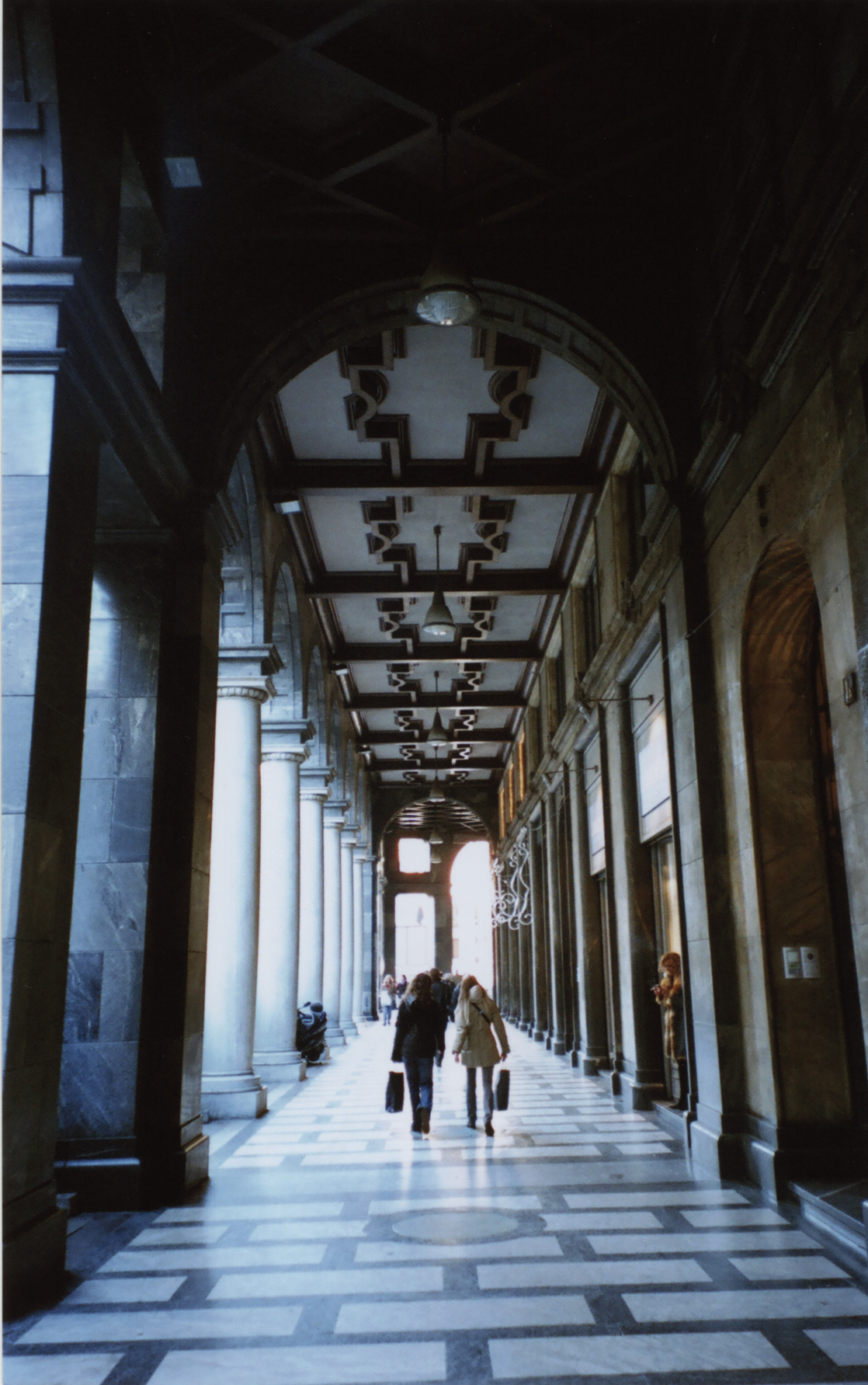
Via Montenapoleone, Milán.
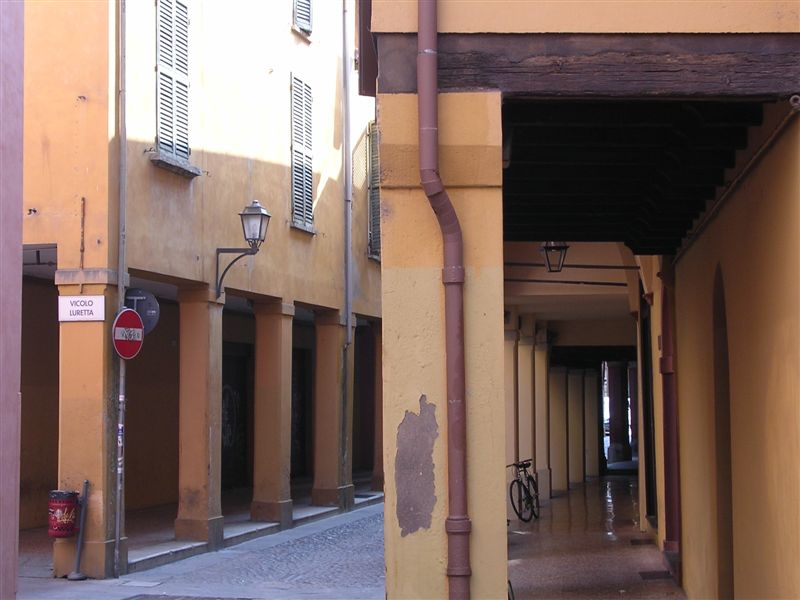
Ghetto de Bolonia.
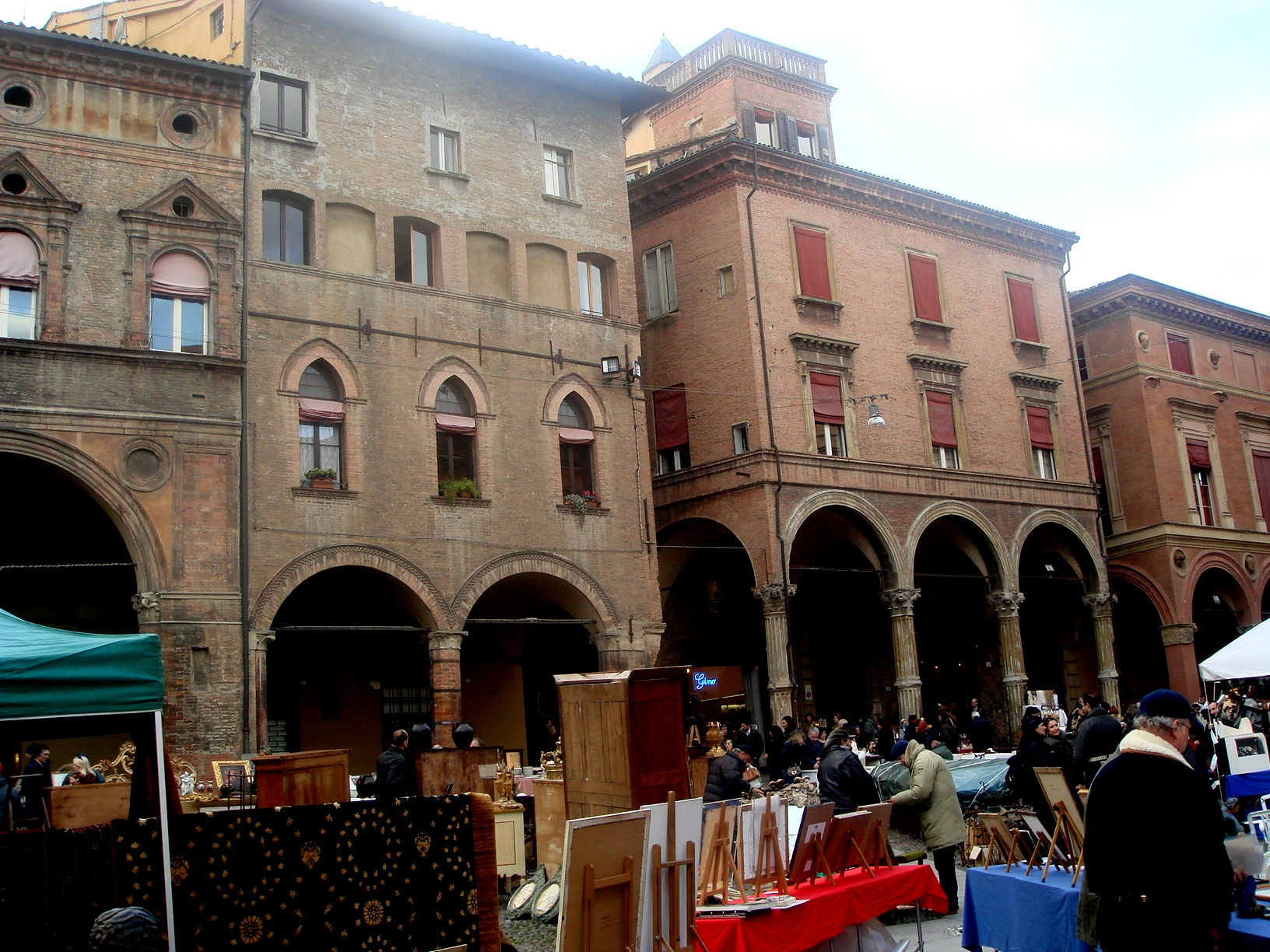
Palazzi de la Piazza Santo Stefano.
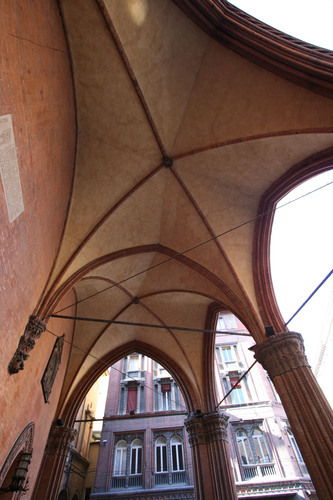
Loggia dei Mercanti, Bolonia.
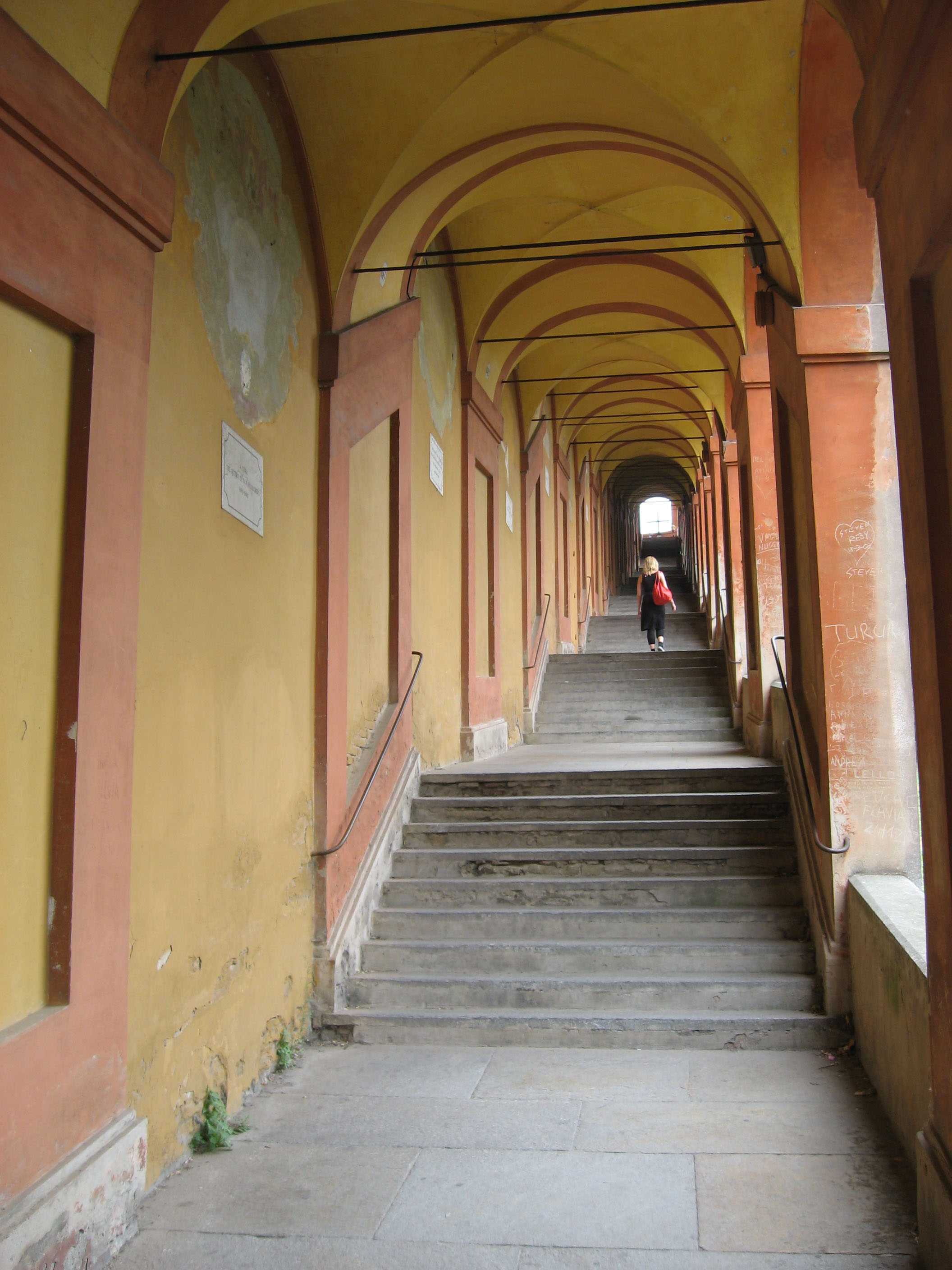
Escalinata porticada que conduce al Santuario de la Madonna di San Luca, Bolonia.
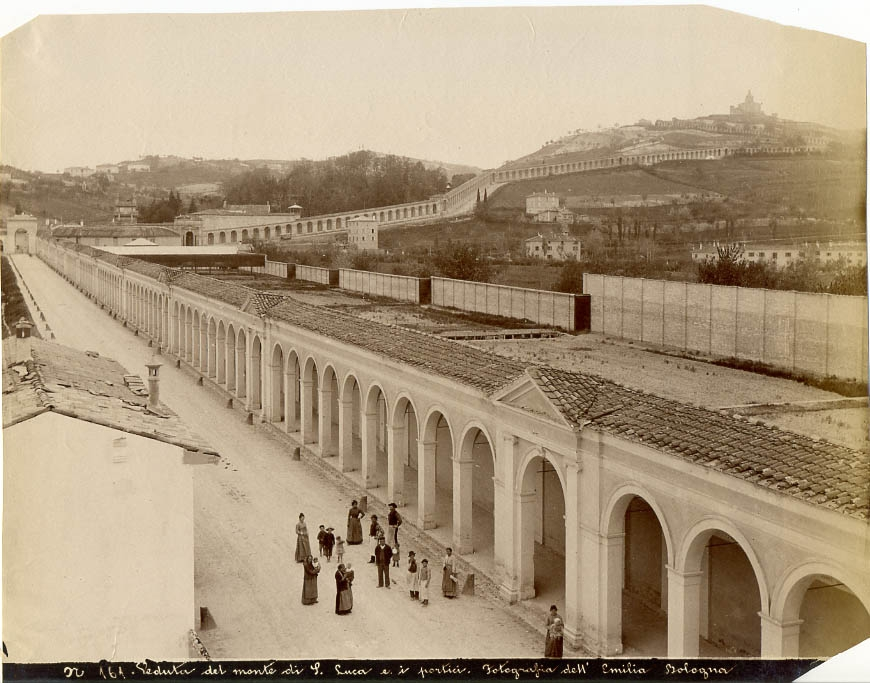
Fotografía antigua que muestra el trazado completo de ese pórtico.
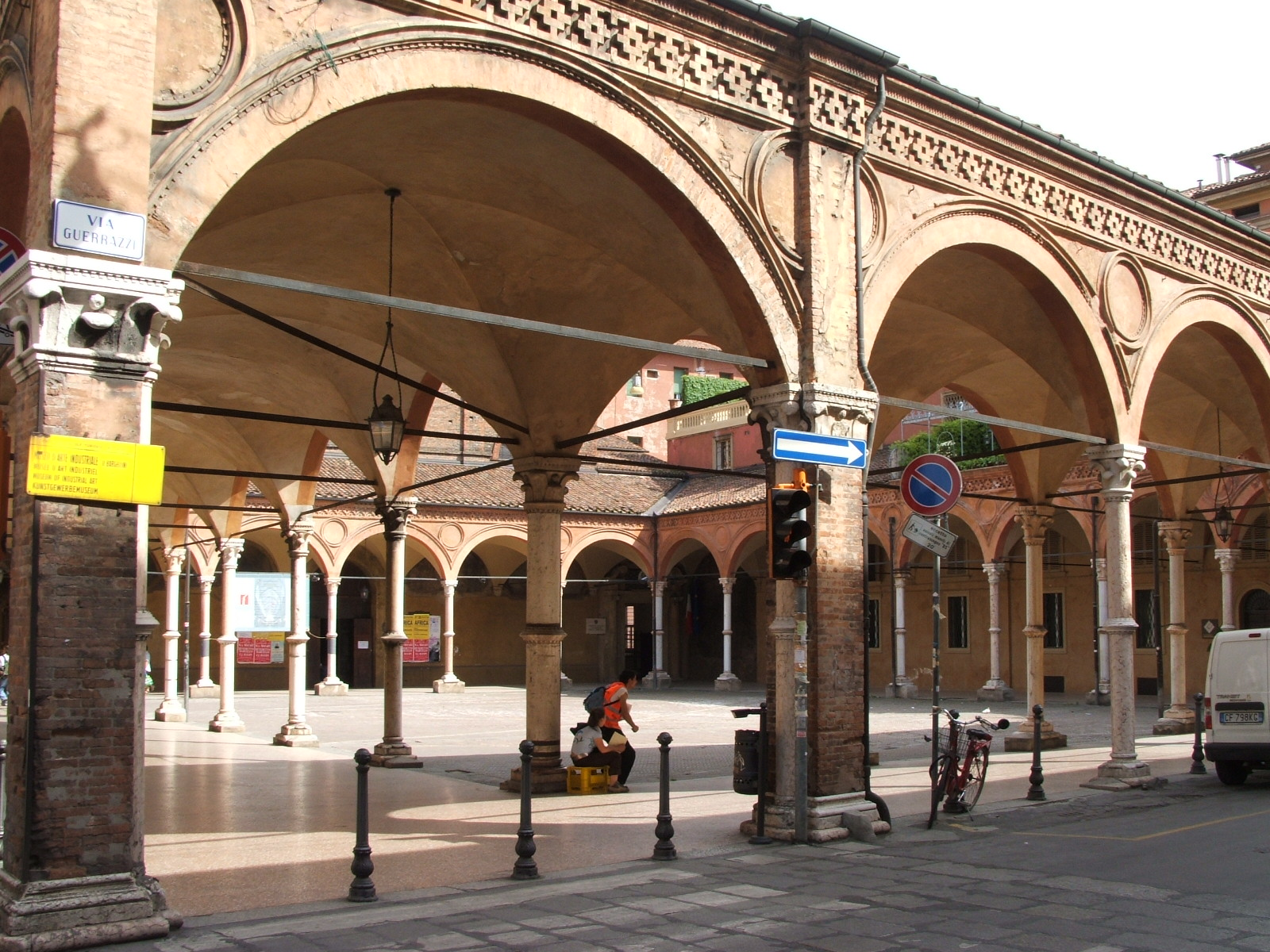
Quadriportico dei Servi, Bolonia.
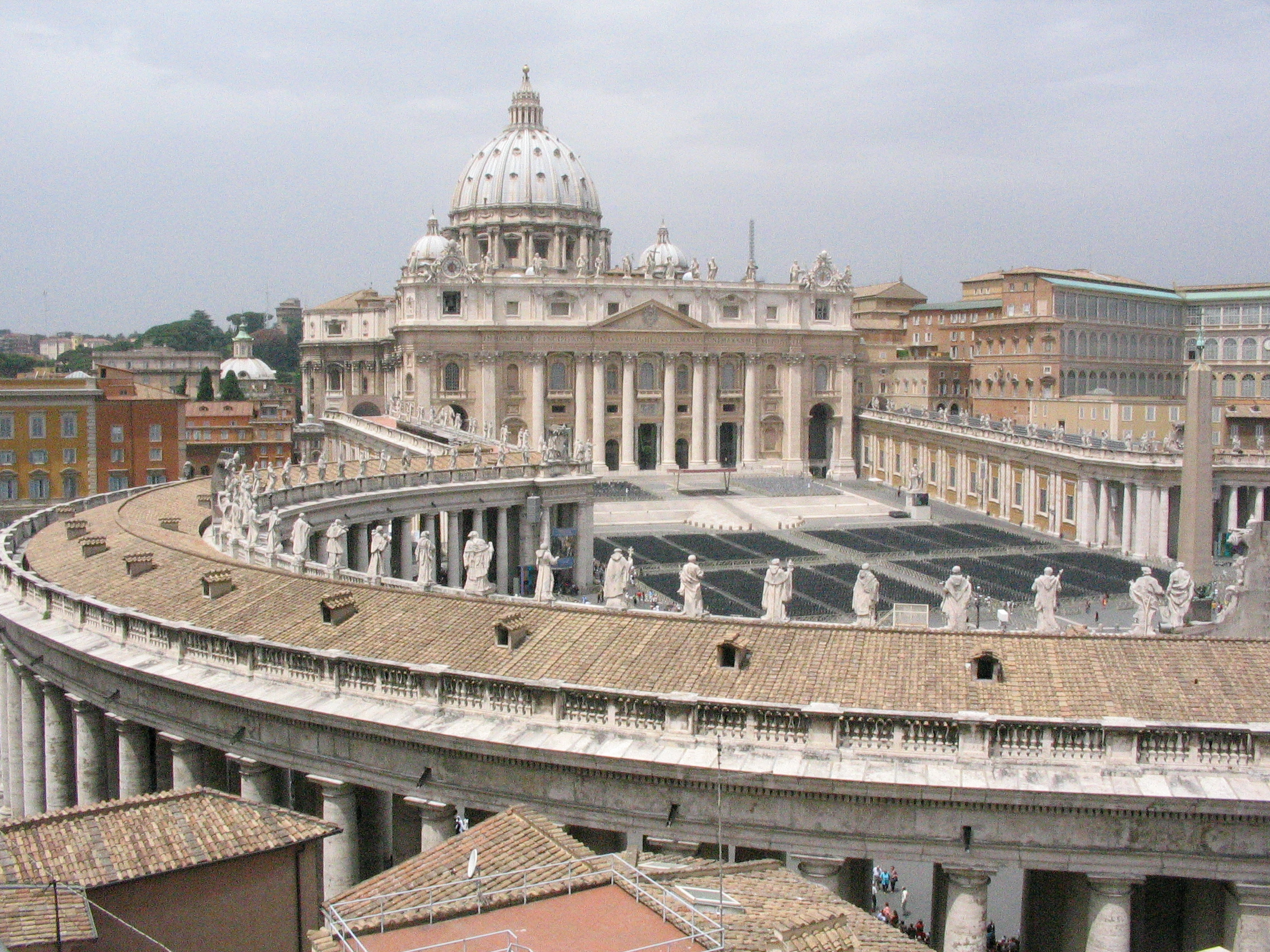
Columnata de Bernini.

- Wikimedia Commons alberga una categoría multimedia sobre Soportales de Bolonia.

La estructura asoportalada de la planta inferior de ciertos edificios, y las plazas o calles porticadas que permiten el tránsito cubierto, son recursos utilizados en el urbanismo de muchos otros lugares: Kamienica es la denominación polaca de los edificios de piedra o ladrillo, de más de dos pisos, con tiendas en la planta baja, y que comparten fachada con otros.
En París se construyó la Place des Vosges (1612).

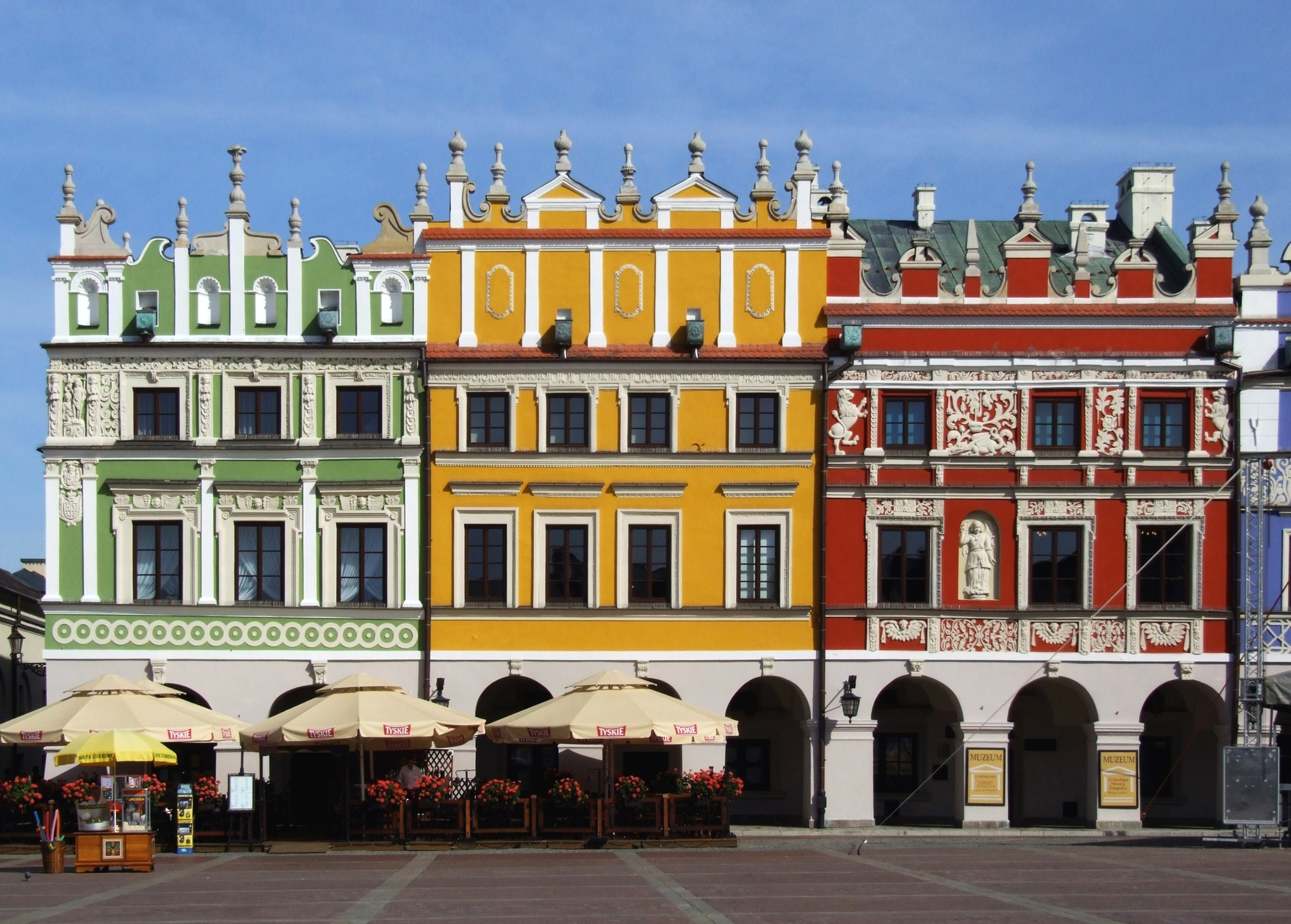
Las kamienice ormiańskie[7] ("casas armenias") de Zamosc, Renacimiento polaco.
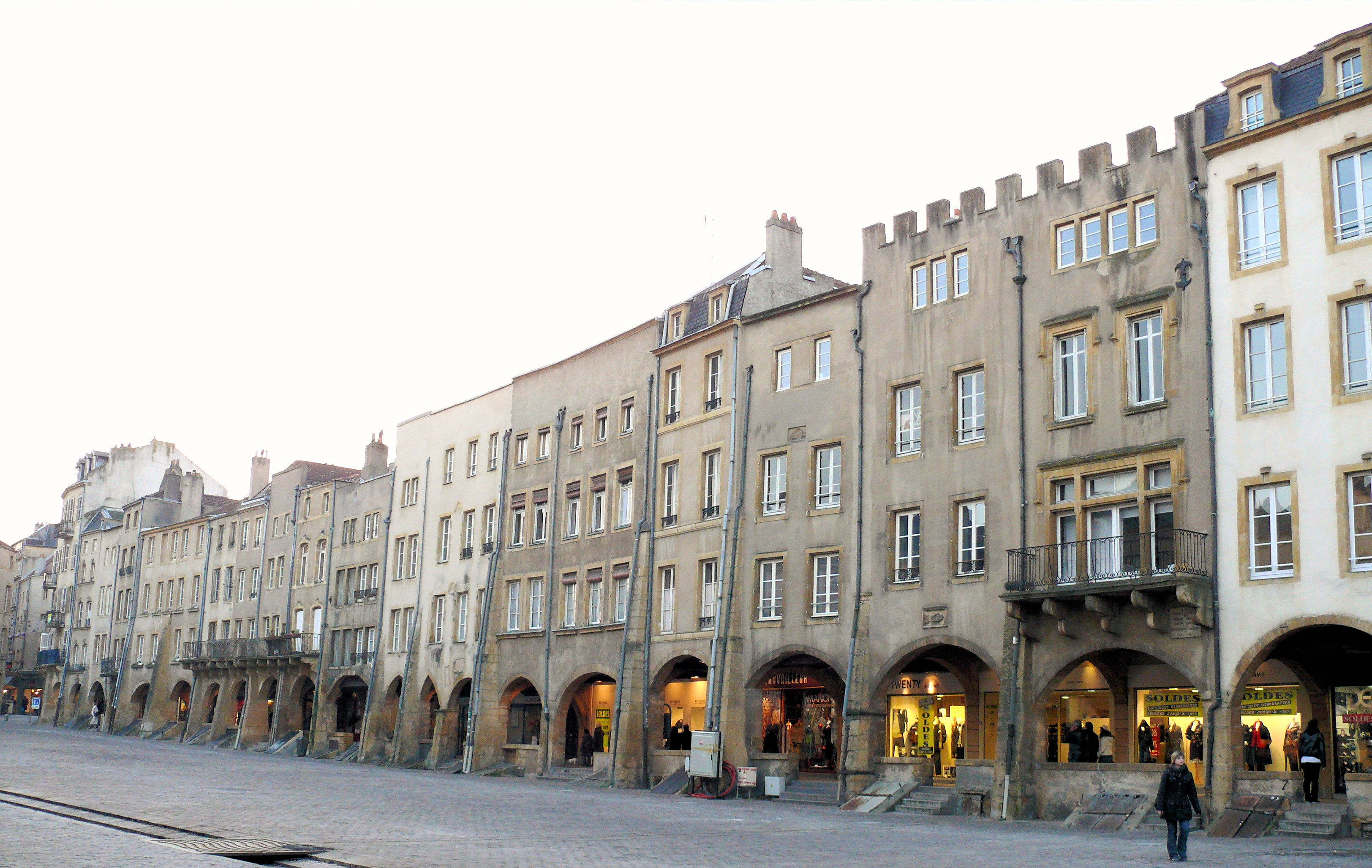
Place Saint-Louis (Metz).
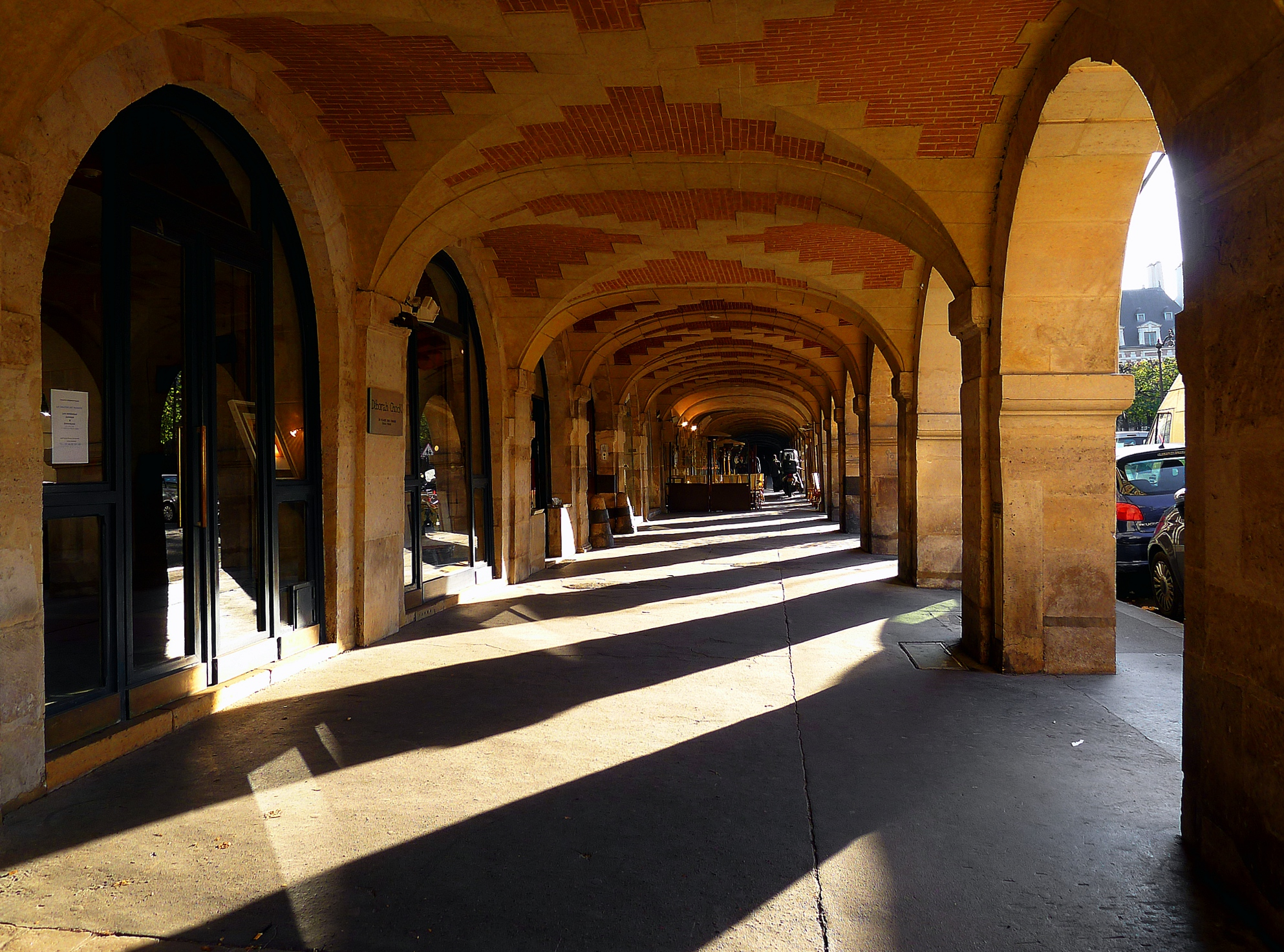
Place des Vosges (París).
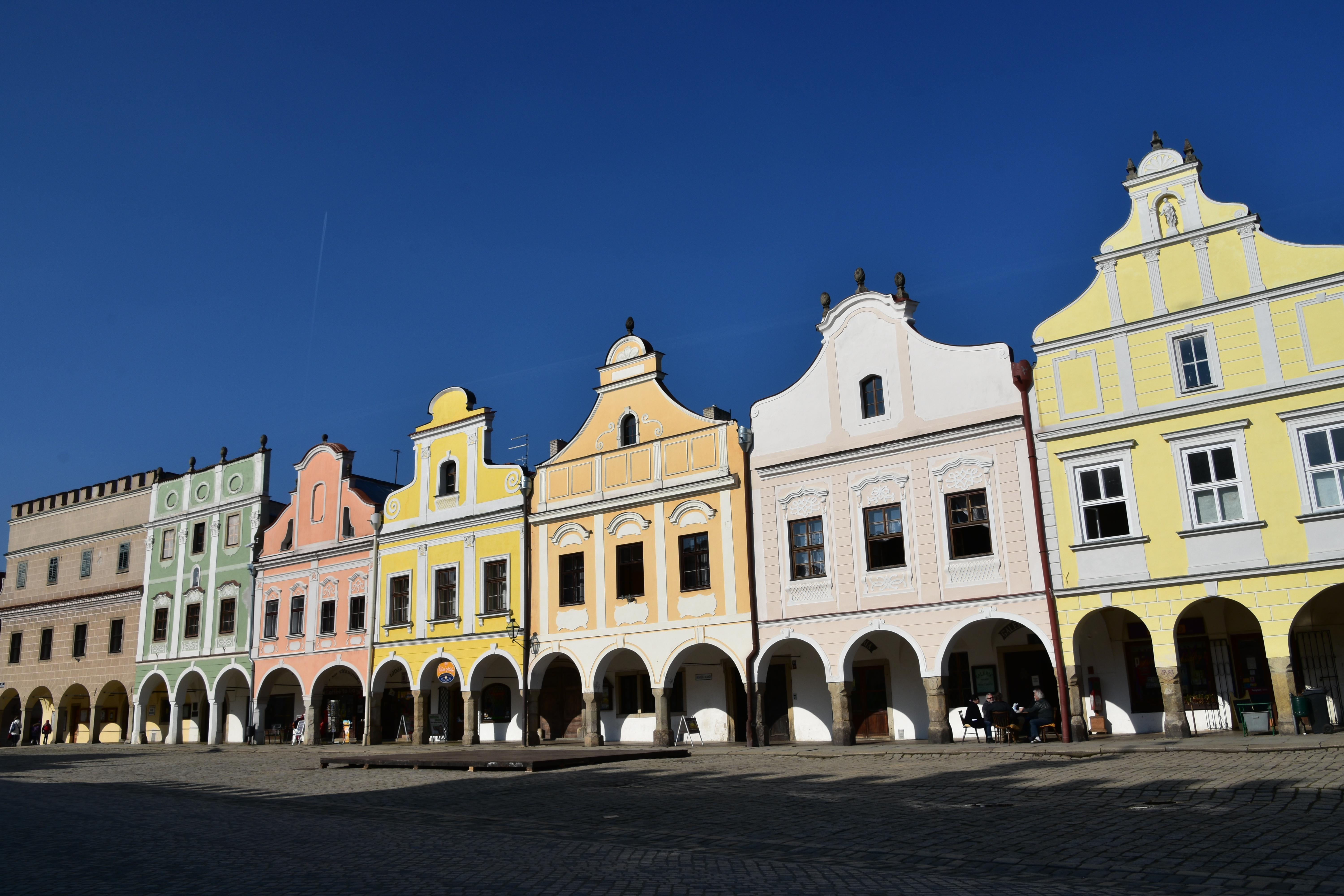
Náměstí Zachariáše z Hradce (Telč, República Checa)
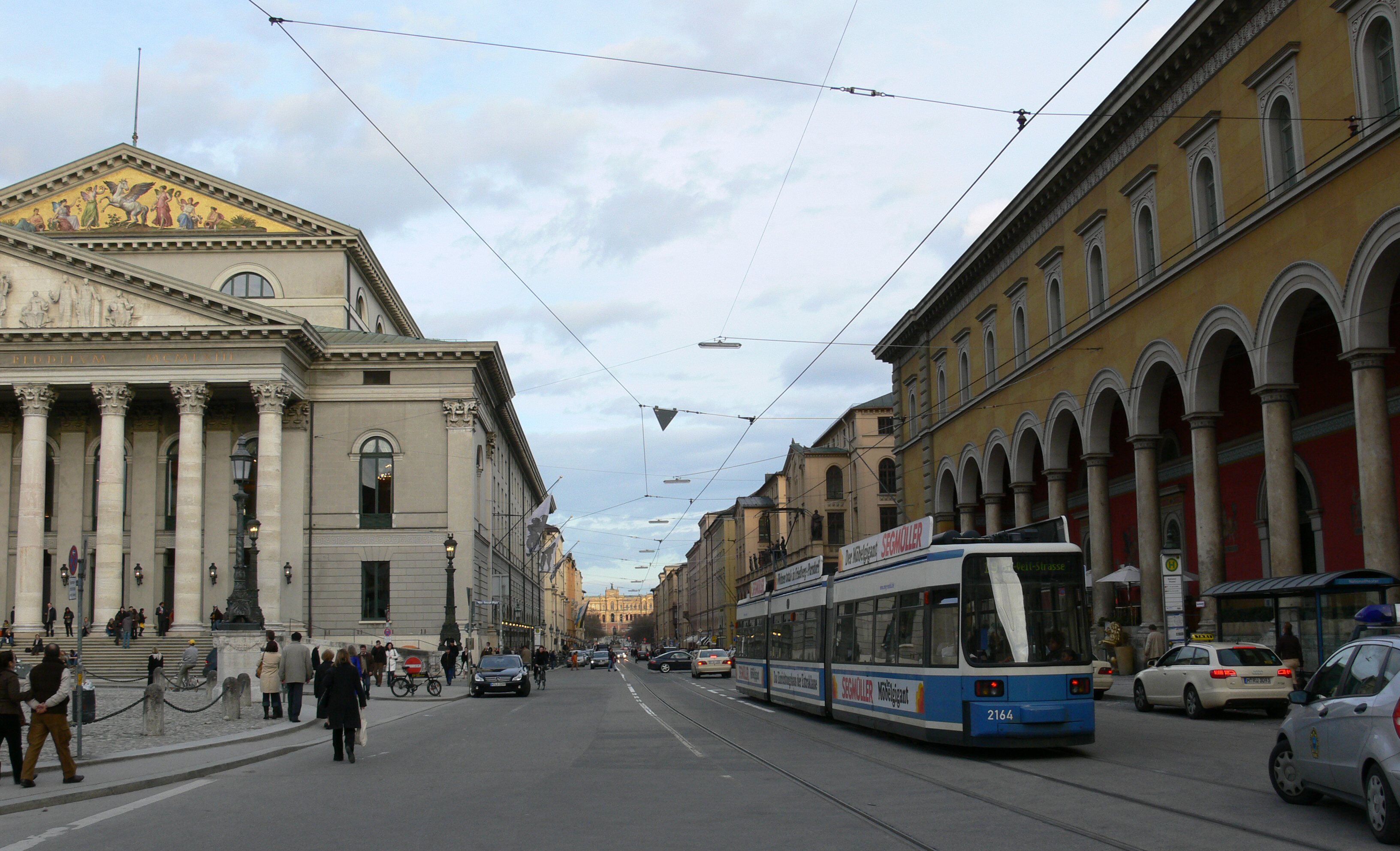
Galería porticada del Palais Toerring-Jettenbach, en la Maximilianstraße, y pórtico de templo griego del Nationaltheater, en la Max-Joseph-Platz, Múnich.

El Passage du Caire (1798, denominado así en homenaje a la campaña napoleónica de Egipto y Siria) respondía a un concepto muy diferente de espacio para el paseo cubierto ante comercios: supuso una prácticamente total cubrición del espacio, a imitación de los bazares orientales (como en el Gran Bazar de Estambul), e inició el diseño de galerías comerciales, en toda Europa (como las Galeries Royales Saint-Hubert de Bruselas, el Passazh de San Petersburgo y la Galería Víctor Manuel II de Milán), tipología que en Inglaterra se denomina arcade o shopping arcade. También los hubo en España, como el Pasaje de Lodares (Albacete) o el Pasaje Conesa (Cartagena), de época y estilo modernista.

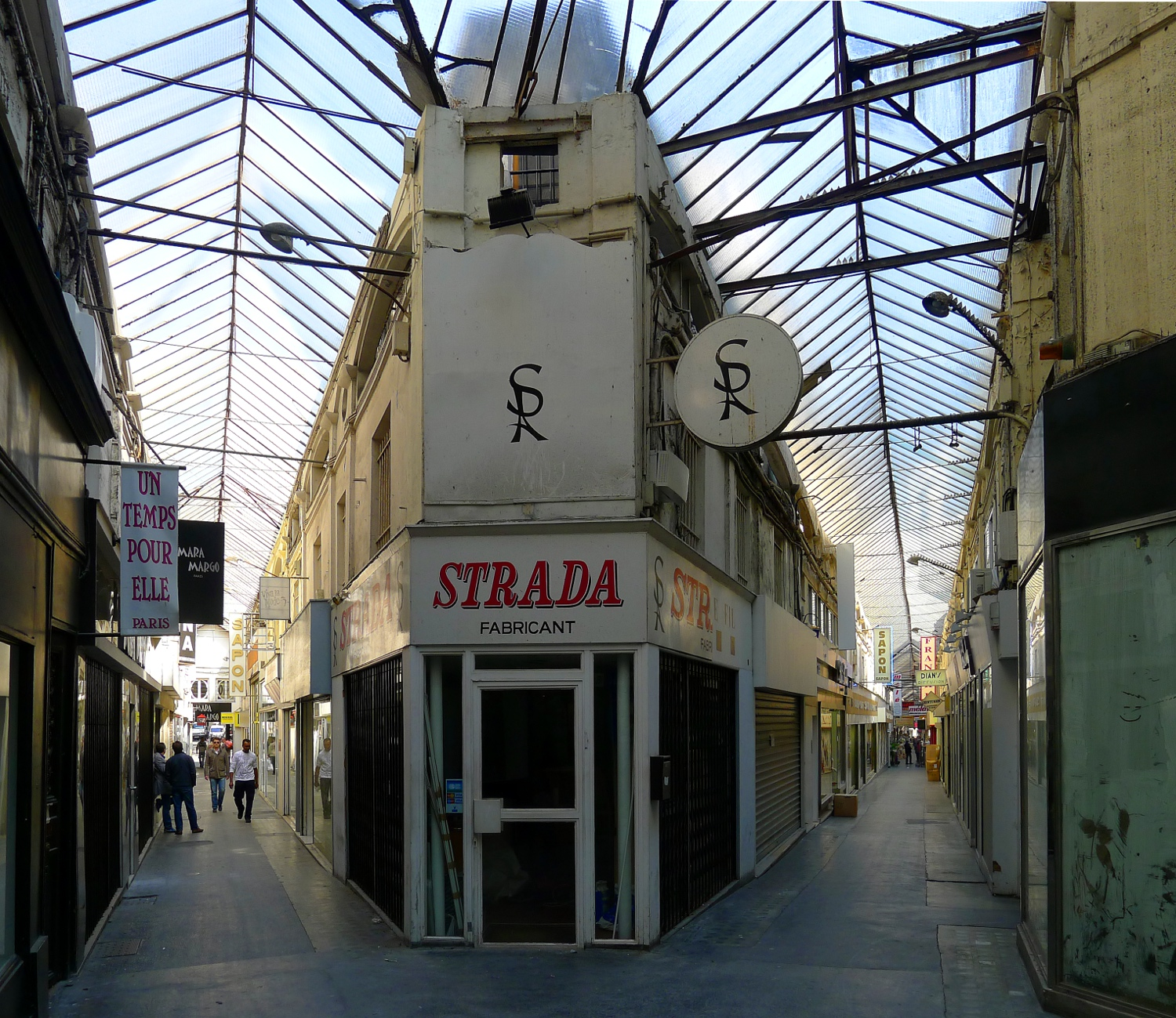
Passage du Caire (París).
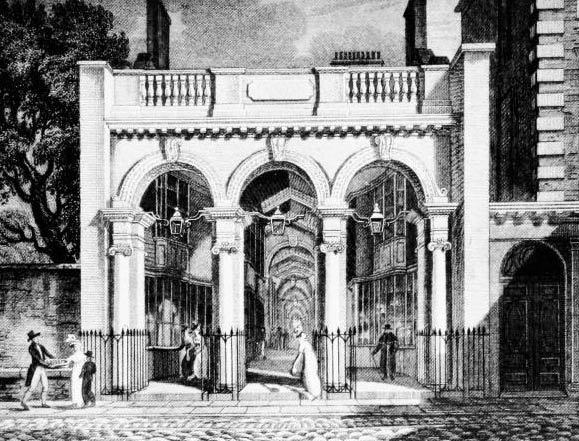
Burlington Arcade (Londres, 1819).
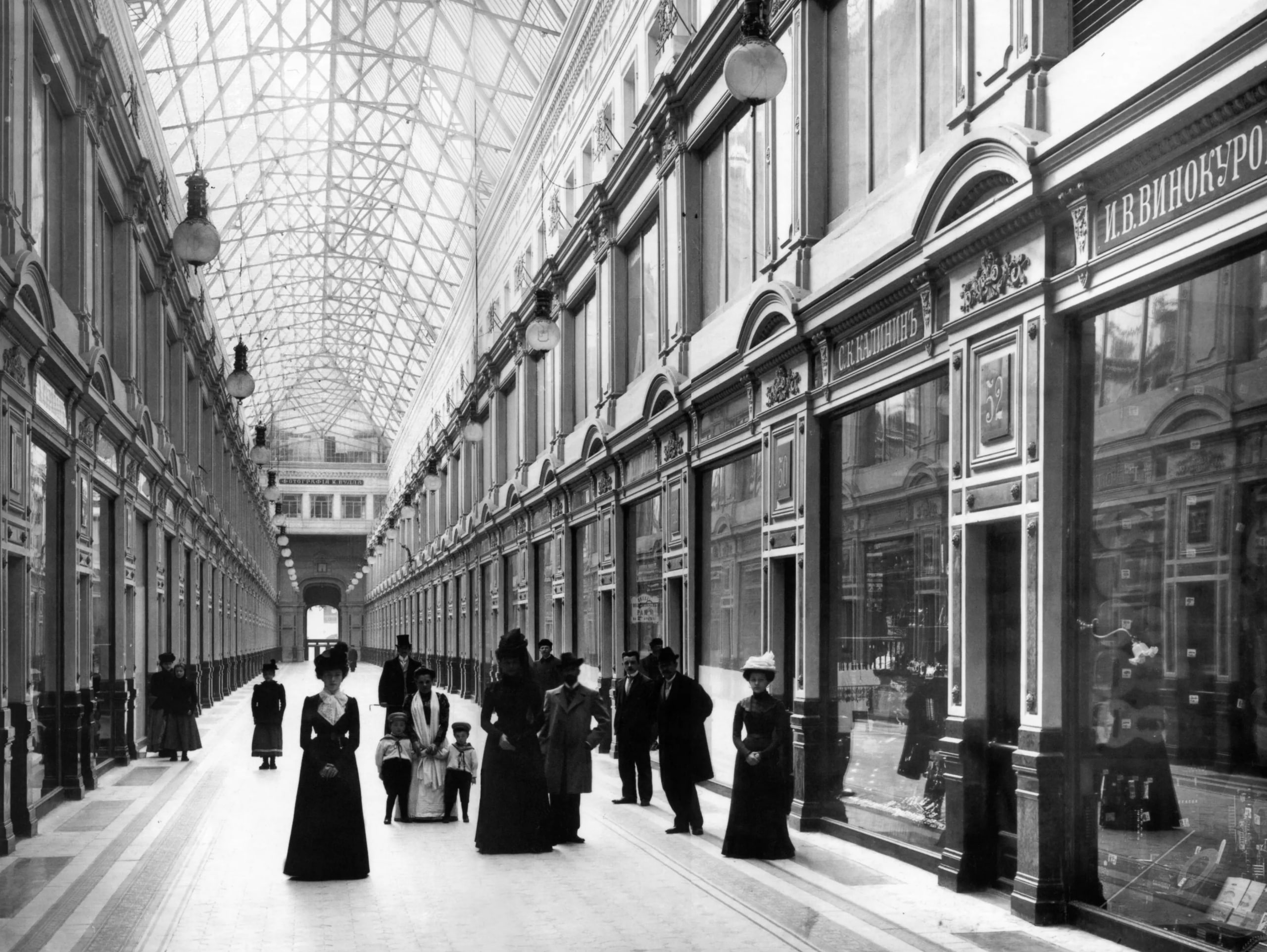
Passazh (San Petersburgo).
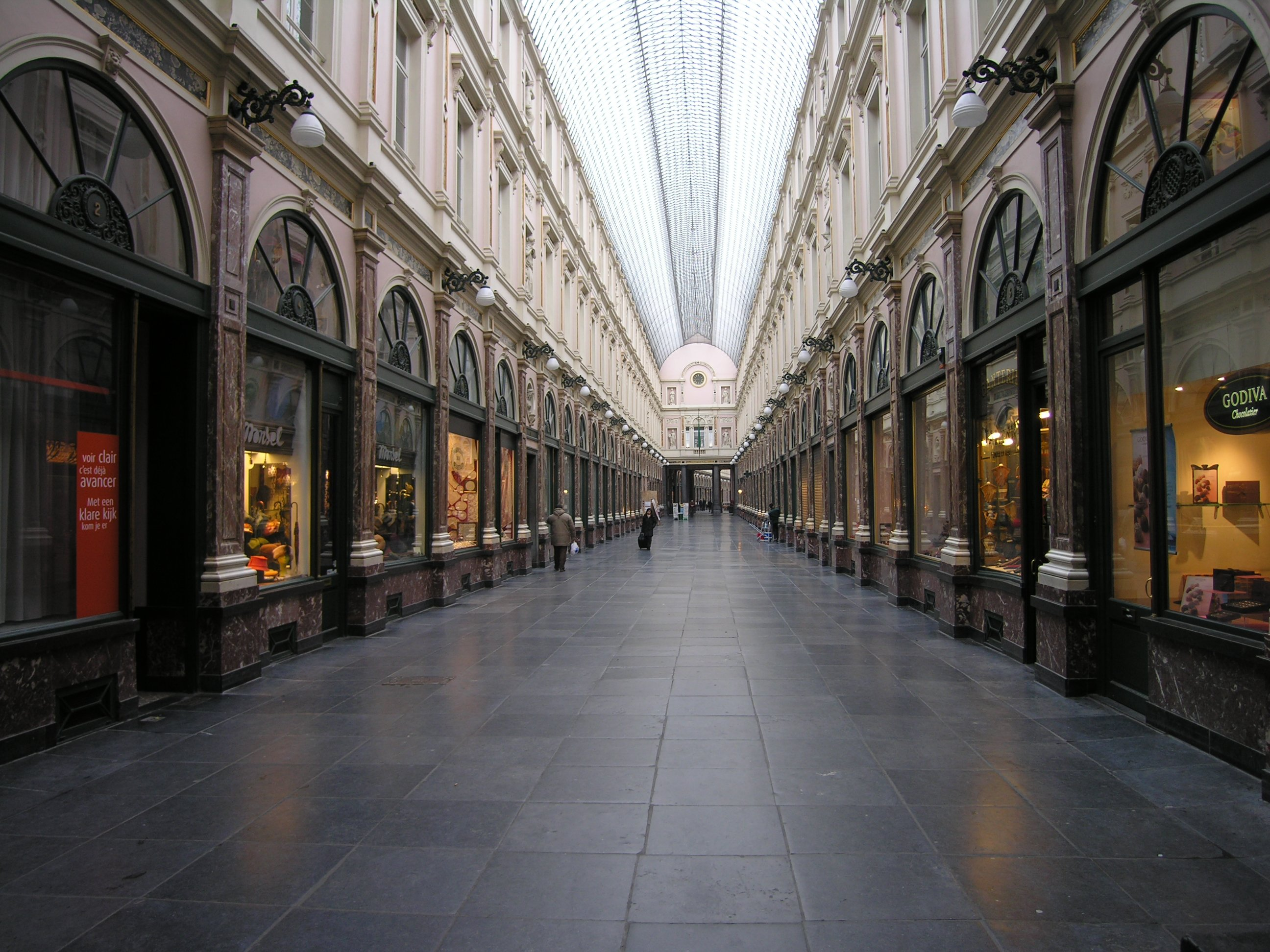
Galeries Royales Saint-Hubert (Bruselas).
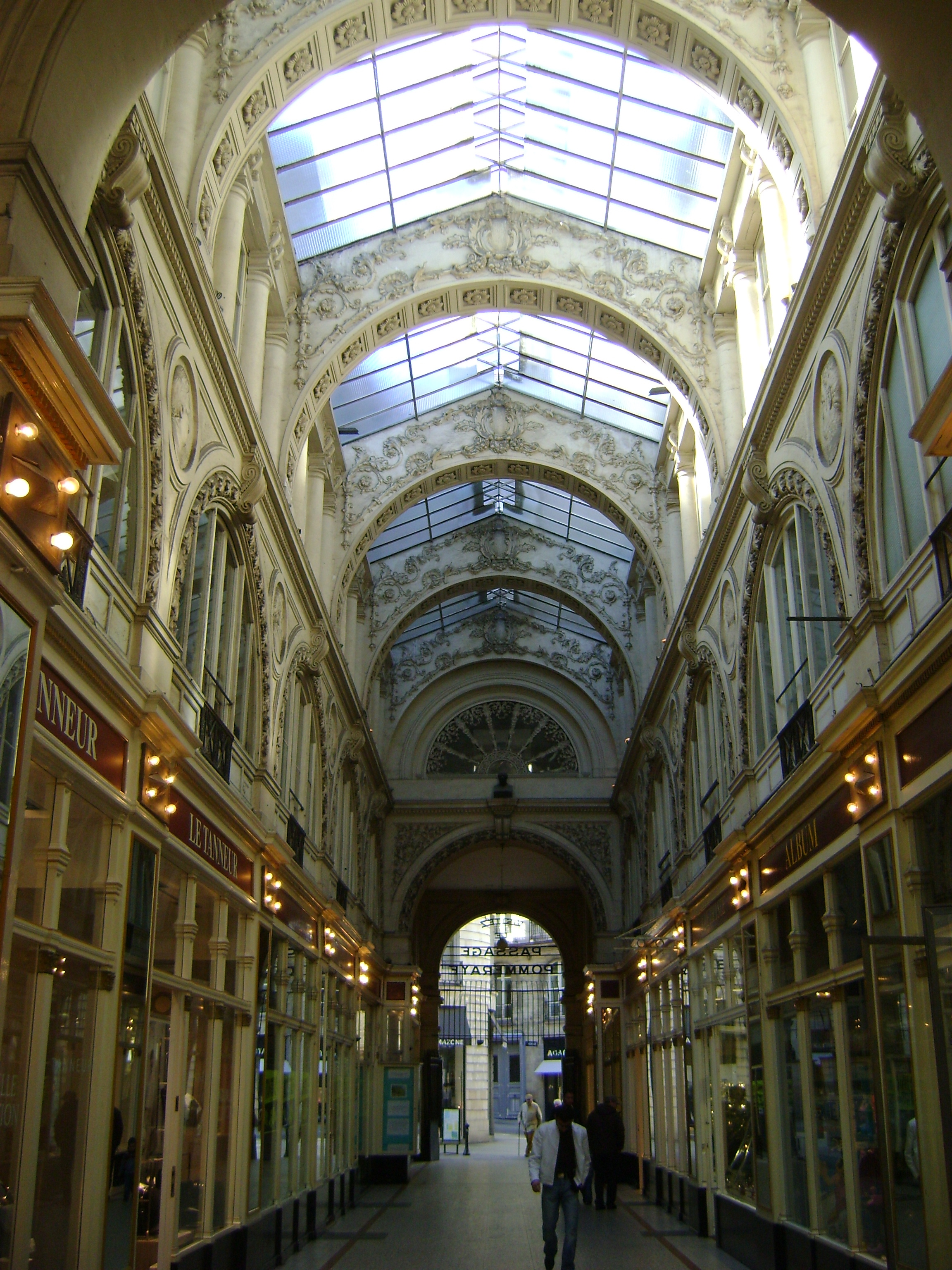
Passage Pommeraye (Nantes, 1840-1843).

- Wikimedia Commons alberga una categoría multimedia sobre Shopping arcades en Londres.